# Hollenthon
Hollenthon ist eine Gemeinde mit 1014 Einwohnern (Stand 1. Jänner 2025) im Bezirk Wiener Neustadt in Niederösterreich.

## Geografie
Hollenthon liegt in der Buckligen Welt, dem südöstlichsten Teil des Industrieviertels in Niederösterreich. Die Fläche der Gemeinde umfasst 23,80 km², 47,95 % der Fläche sind bewaldet.
Die höchste Erhebung im Gemeindegebiet ist der Stickelberg mit 881 Metern. Weitere nennenswerte Erhebungen sind der Hollenthoner Berg (745 Meter), der Galgenriegel (740 Meter), der Saurüssel (715 Meter), der Ameisberg (710 Meter), der Frohnriegel (710 Meter), der Spratzecker Riegel (657 Meter) und der Gleichenbacher Berg (645 Meter). Der Hollenthoner Berg und der Galgenriegel bilden auch die Wasserscheide zwischen der Pitten und der Rabnitz. An seiner tiefsten Stelle, dem Rabnitzursprung, weist das Gemeindegebiet eine Höhe von 418 Metern auf.
Das Gemeindegebiet wird in südöstlicher Richtung vom Spratzbach durchzogen, der im Osten die Gemeindegrenze zu Markt St. Martin und die Landesgrenze zum Burgenland bildet. Die südwestliche Gemeindegrenze zu Lichtenegg und Kirchschlag in der Buckligen Welt bildet der Thalbach, der sich in Blumau mit dem Spratzbach vereinigt und von dort an die Rabnitz bildet. Die nordöstliche Gemeindegrenze zu Wiesmath bildet der Schlattenbach. Der Michelbach bildet die nördliche Gemeindegrenze zu Bromberg.

### Gemeindegliederung

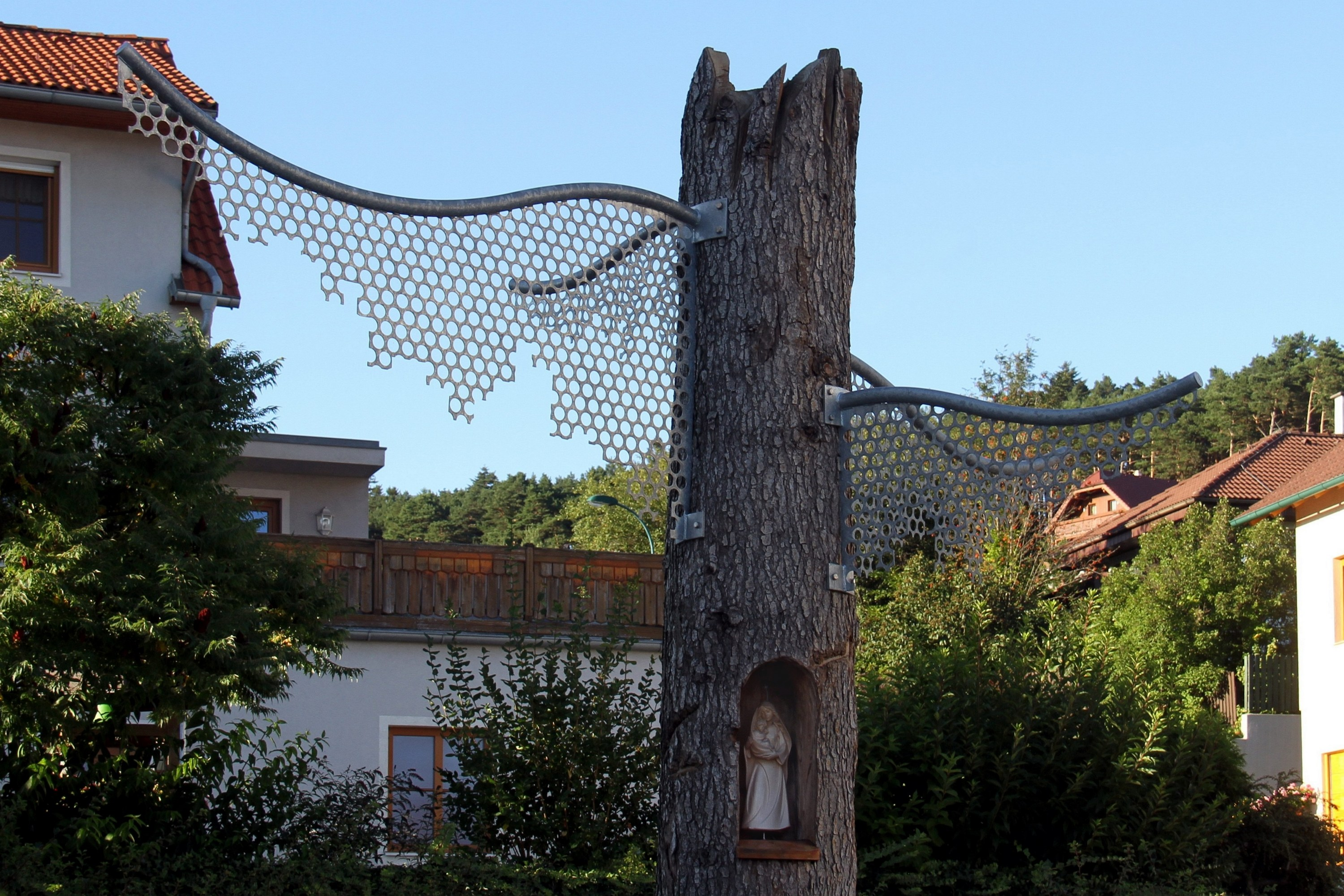
Das Wahrzeichen von Hollenthon: die hohle (hohe) Tanne, welche die Namensgebung symbolisiert.

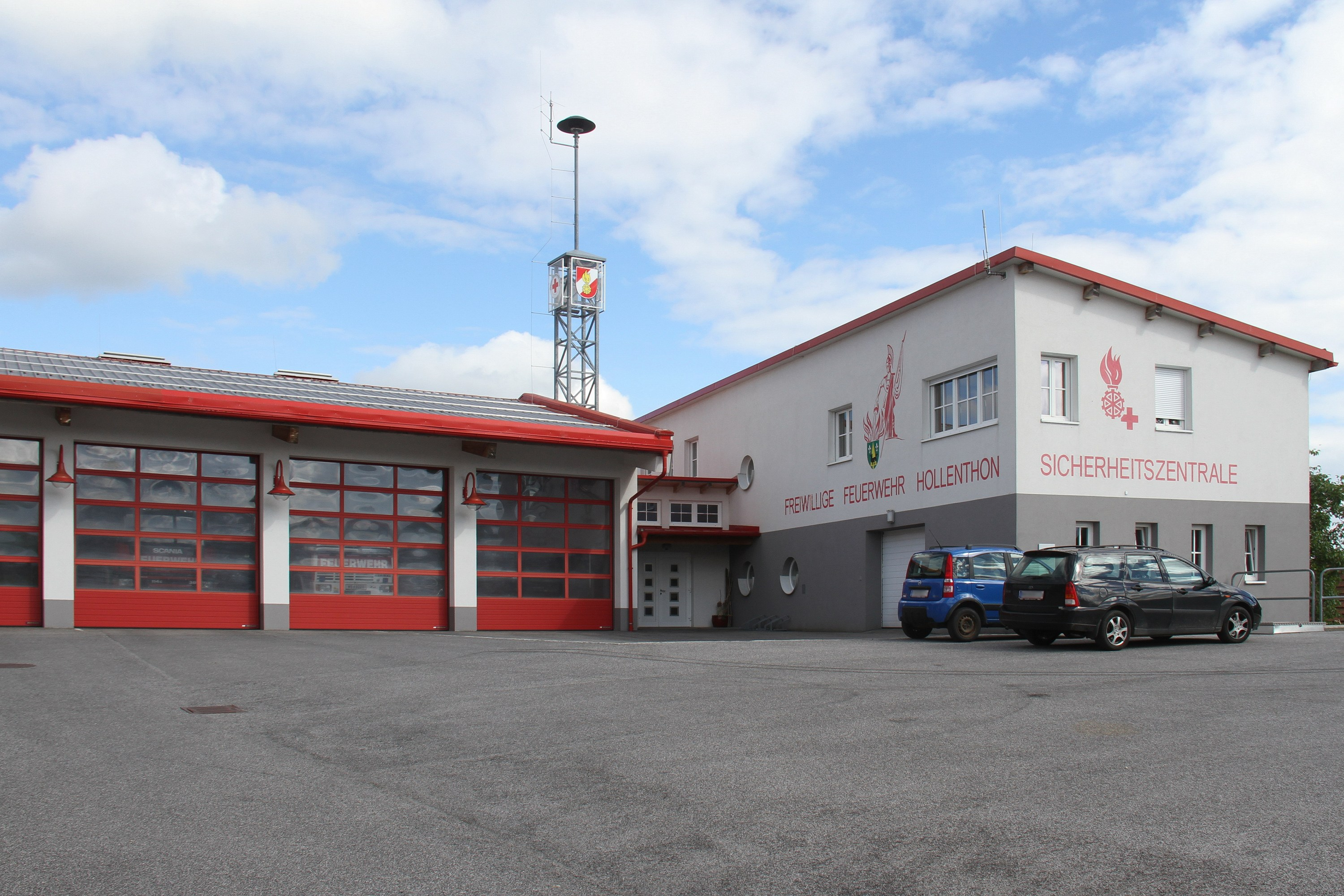
Die neu errichtete und 2010 eröffnete Sicherheitszentrale beherbergt die freiwillige Feuerwehr und die Rettungsstelle.

Die Gemeinde besteht aus der Katastralgemeinde Hollenthon.
Das Gemeindegebiet umfasst folgende 14 Ortschaften und Rotten (in Klammern Einwohnerzahl Stand 1. Jänner 2025):
- Blumau (25)
- Gleichenbach (115)
- Grohdorf (25)
- Hollenthon (480)
- Horndorf (23)
- Lehen (12)
- Michelbach (13)
- Mittereck (7)
- Obereck (42)
- Pürahöfen (0)
- Spratzau (41)
- Spratzeck (60)
- Stickelberg (163)
- Untereck (8)

Ortschaften und Rotten
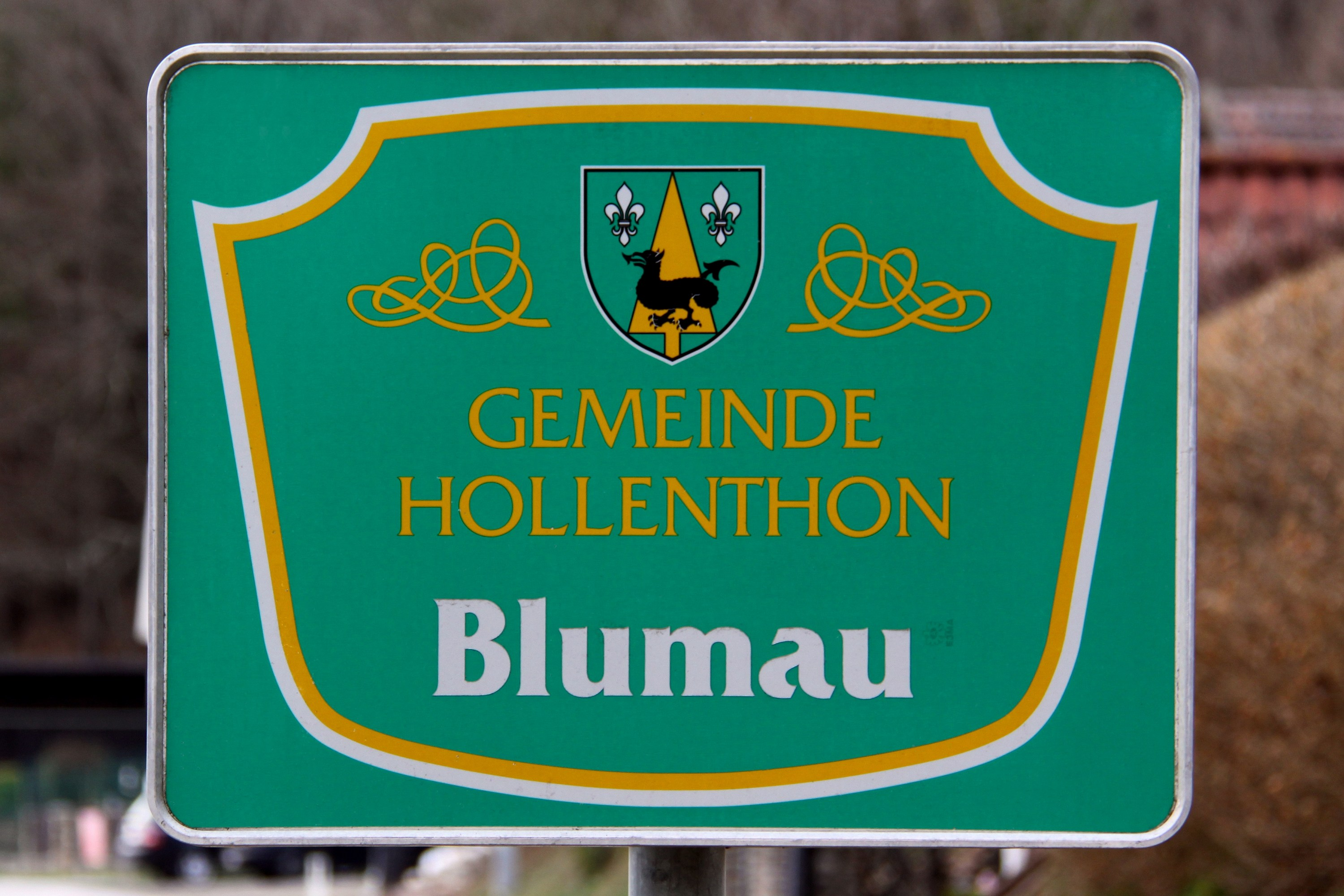
Blumau
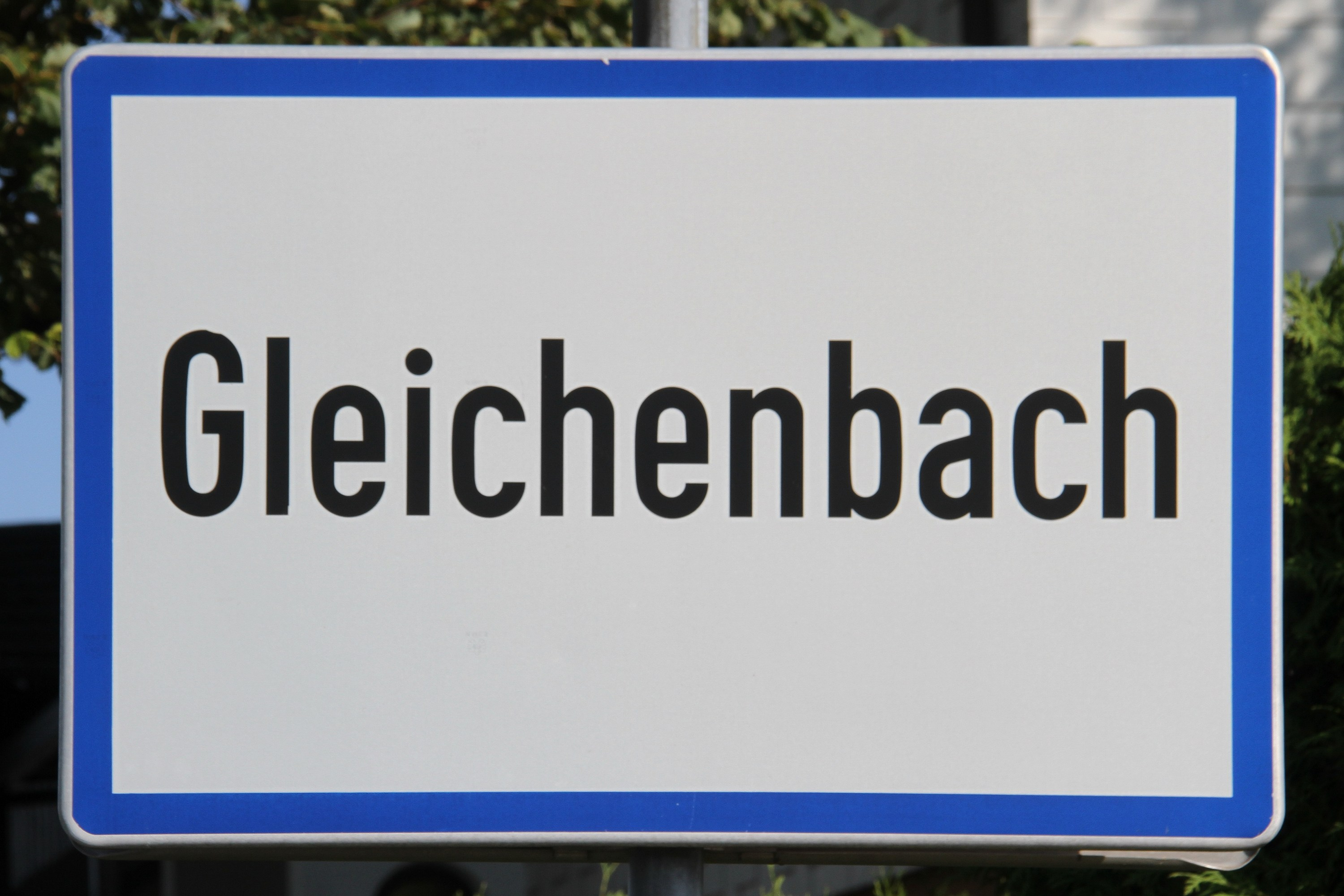
Gleichenbach
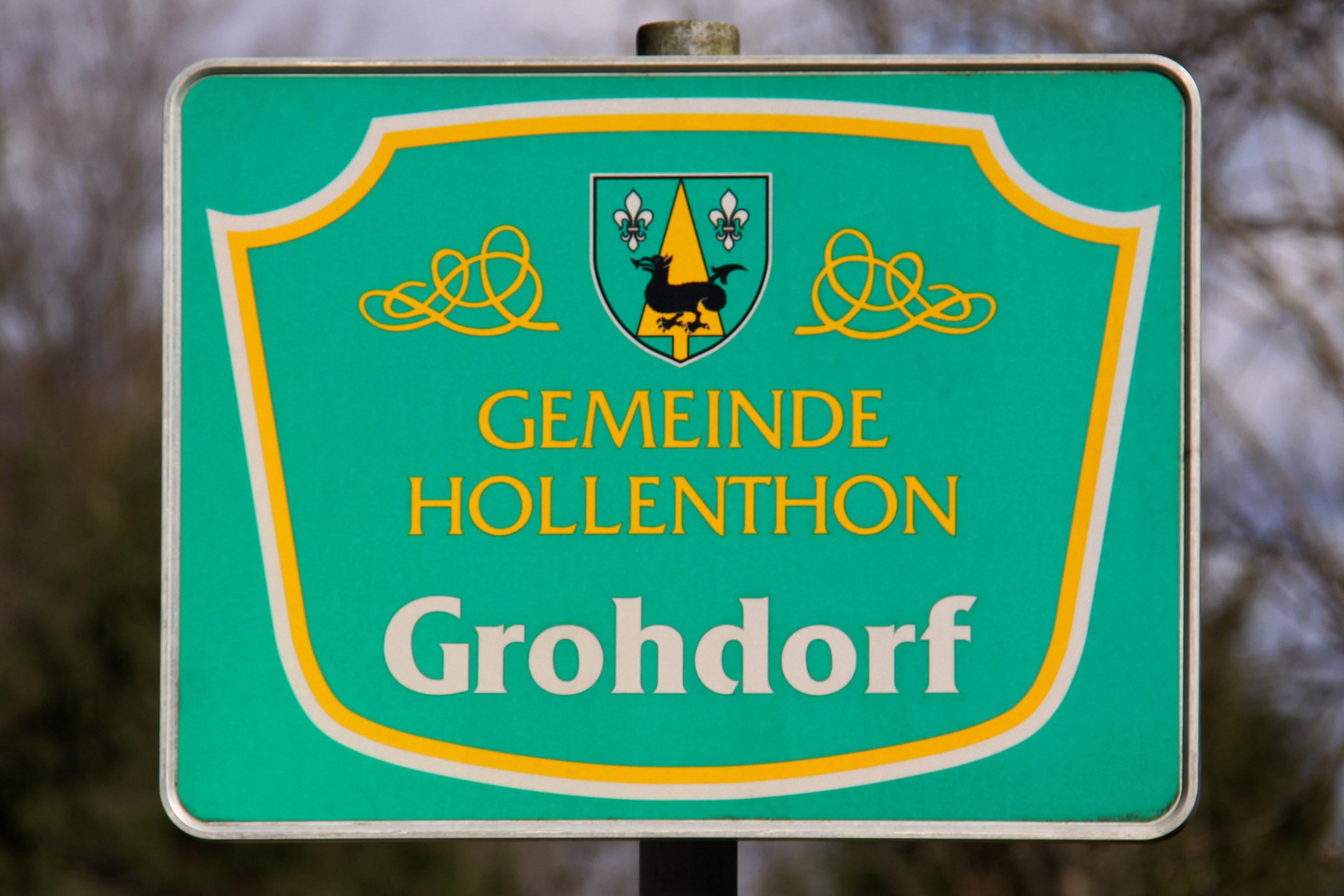
Grohdorf
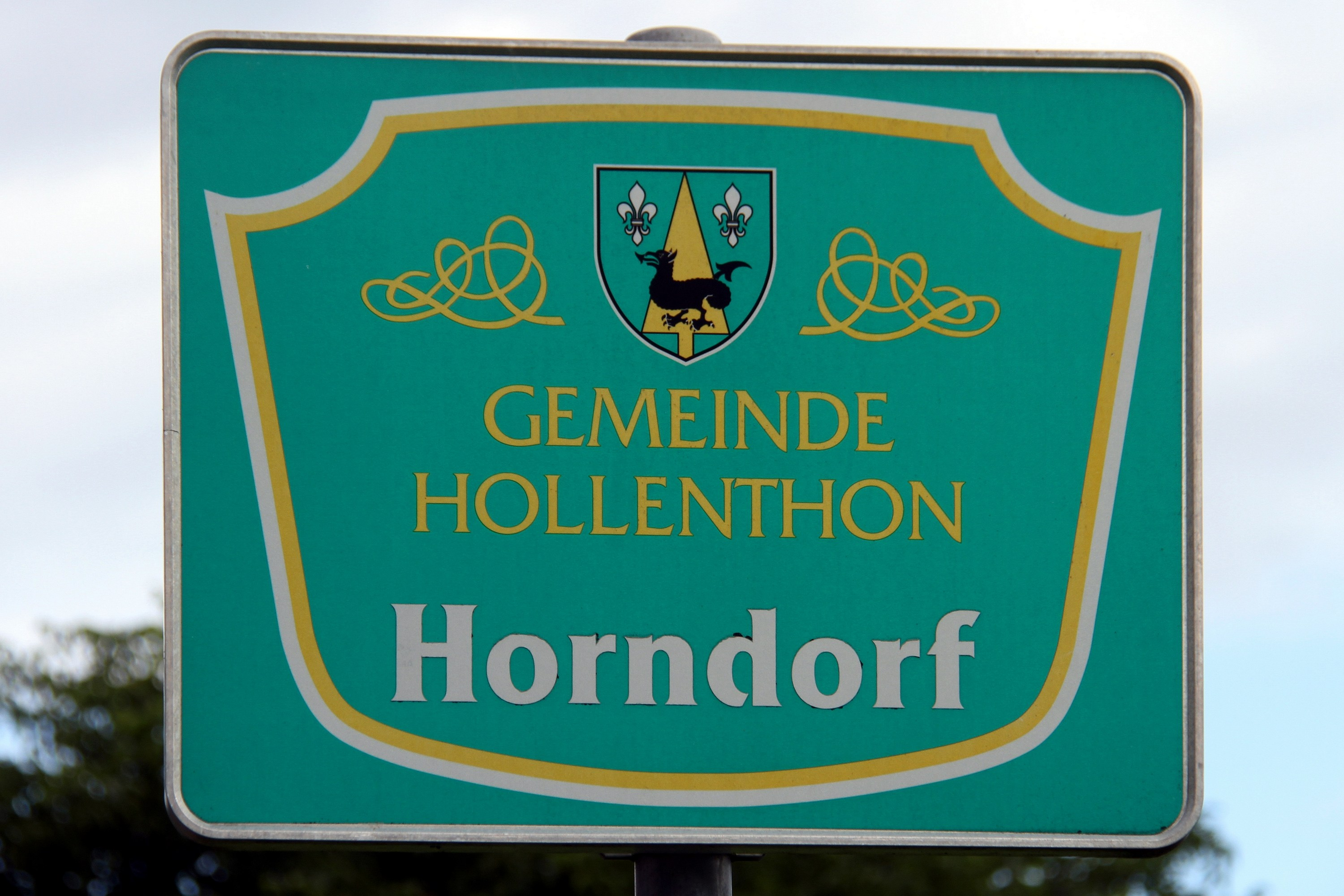
Horndorf
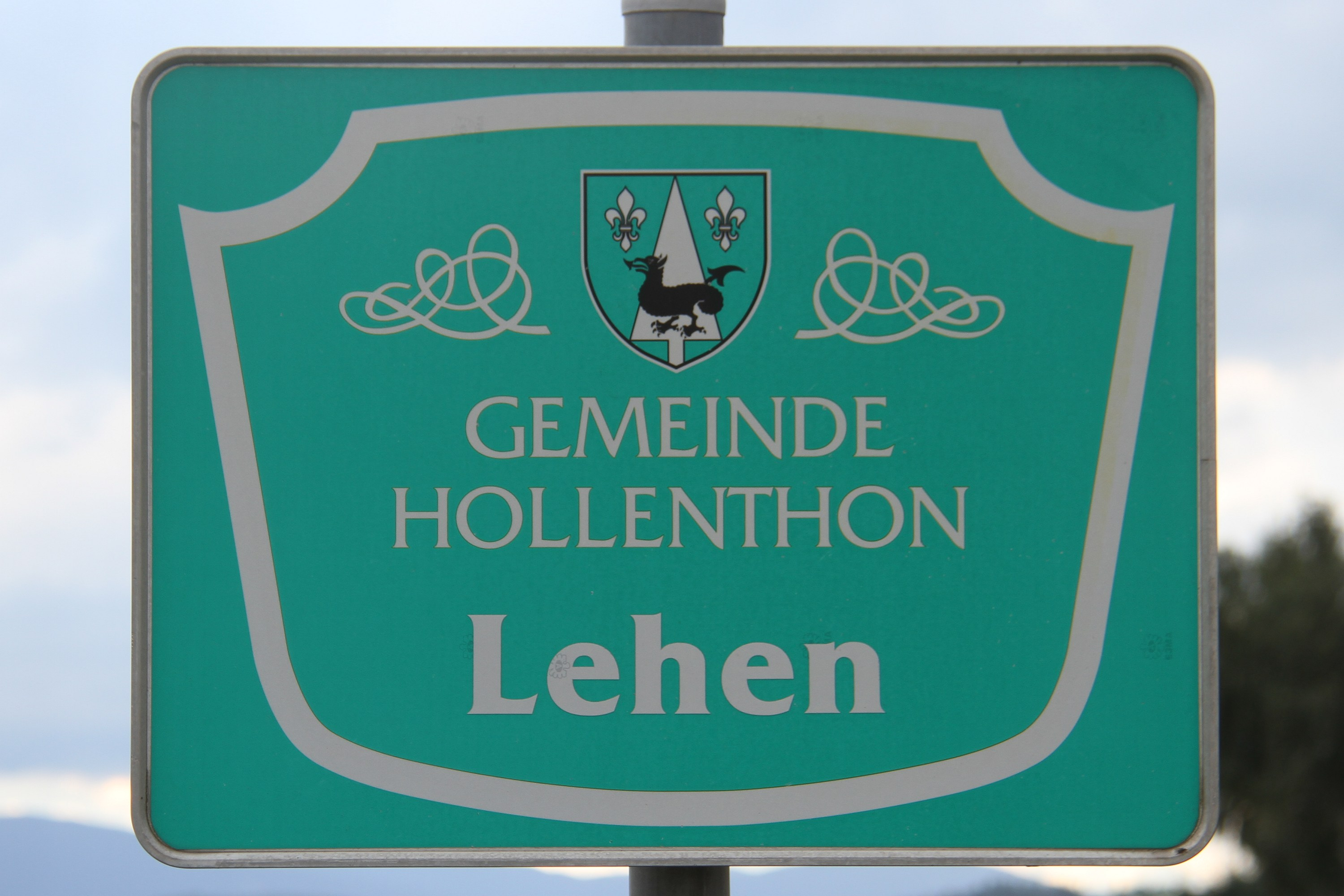
Lehen
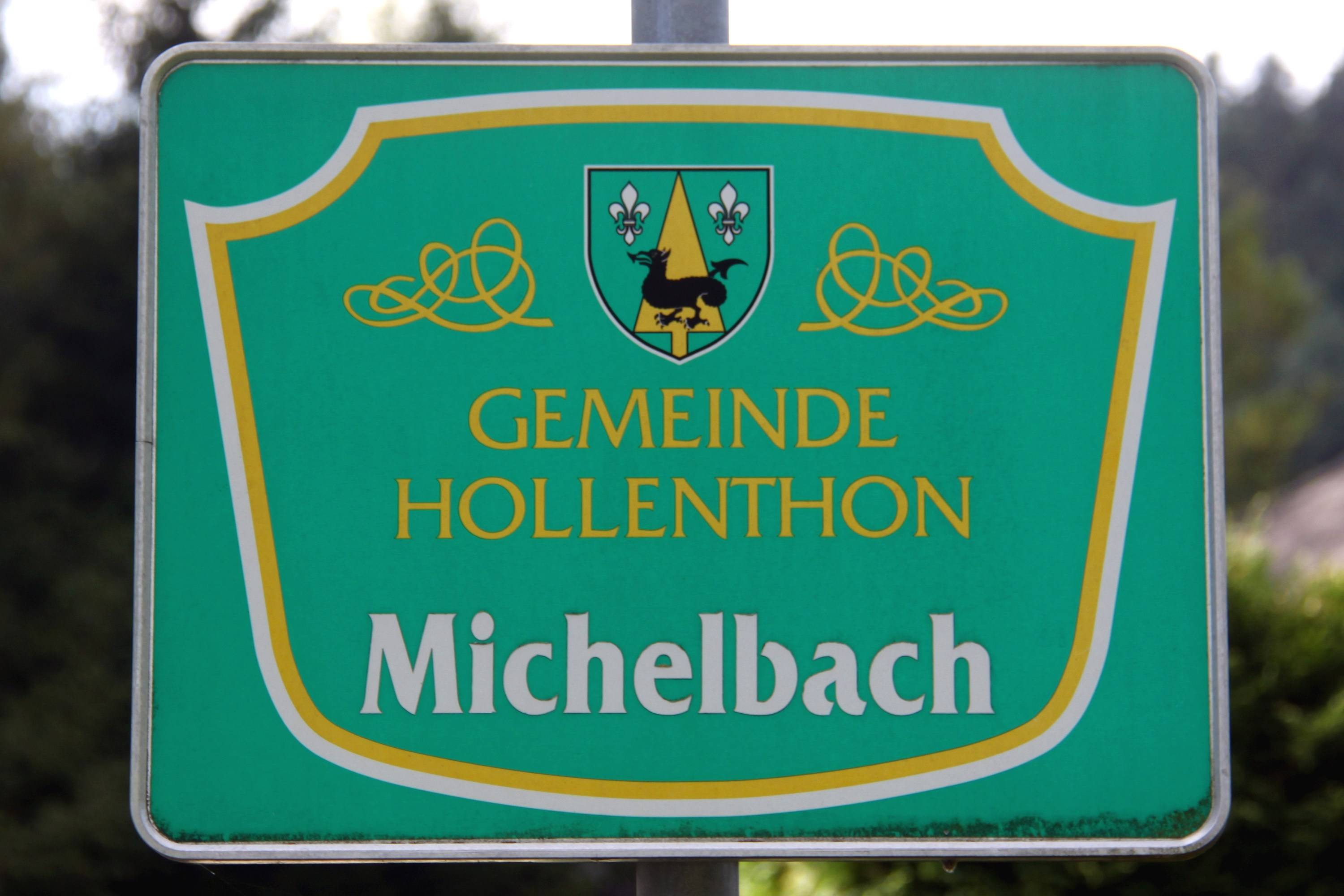
Michelbach
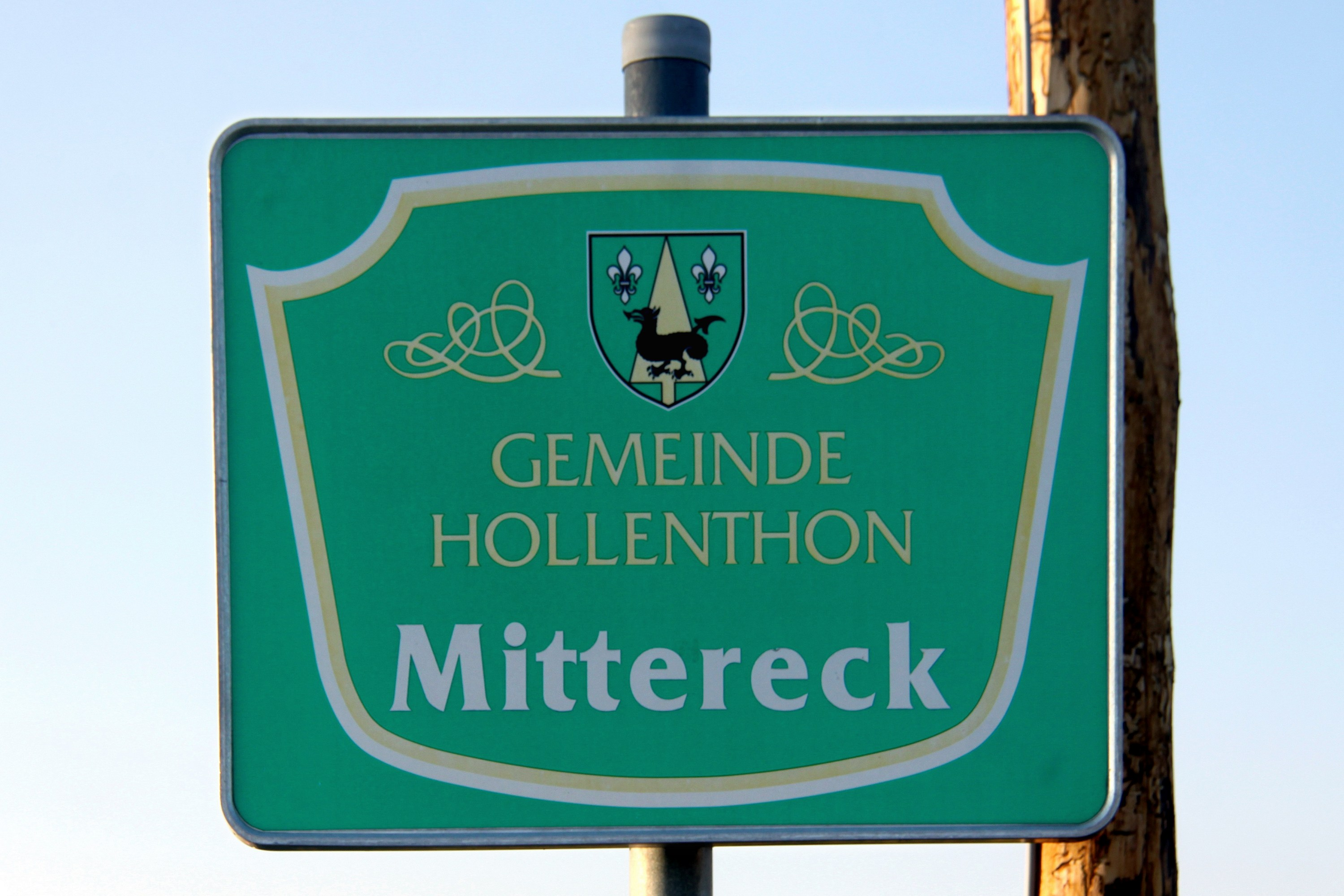
Mittereck
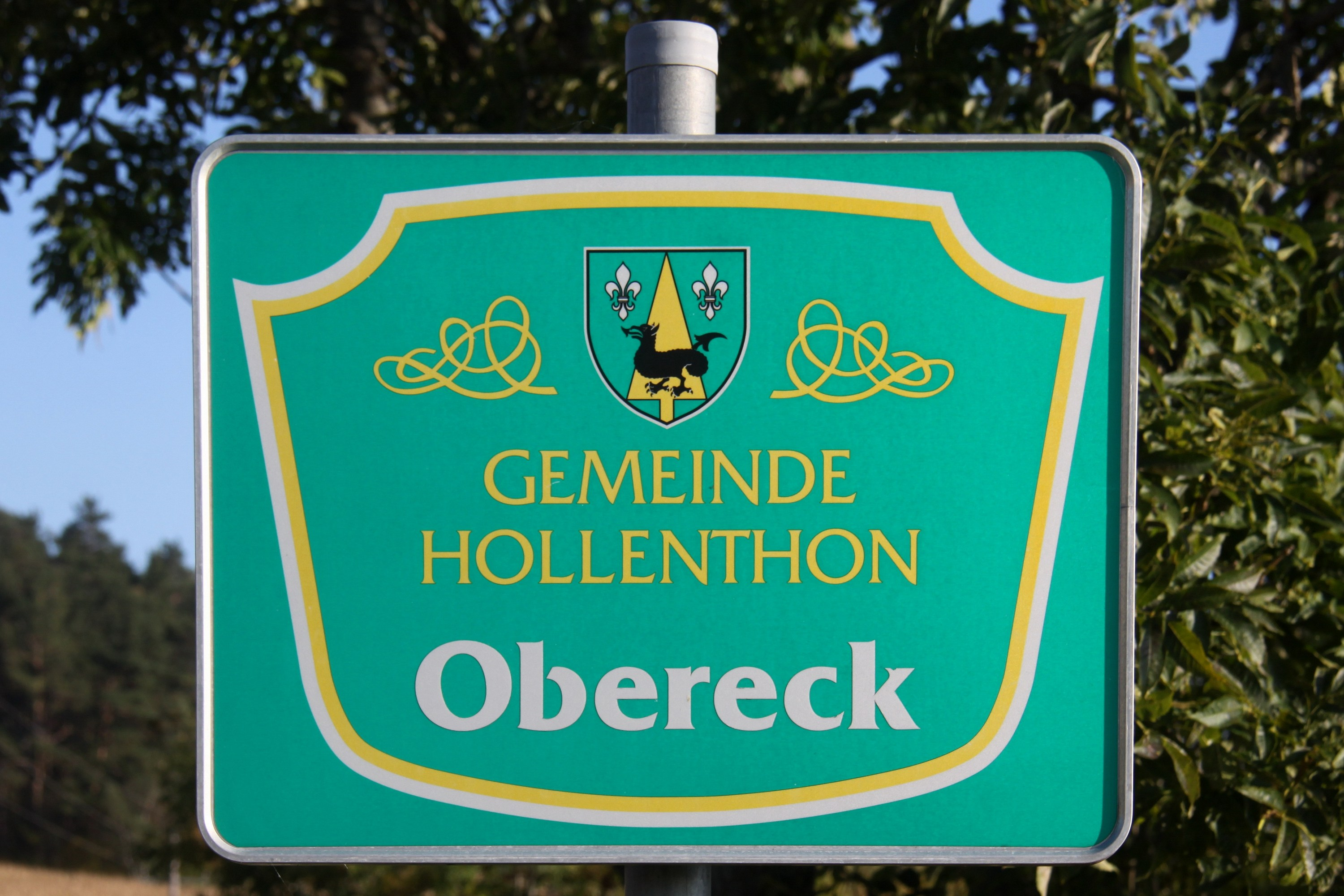
Obereck
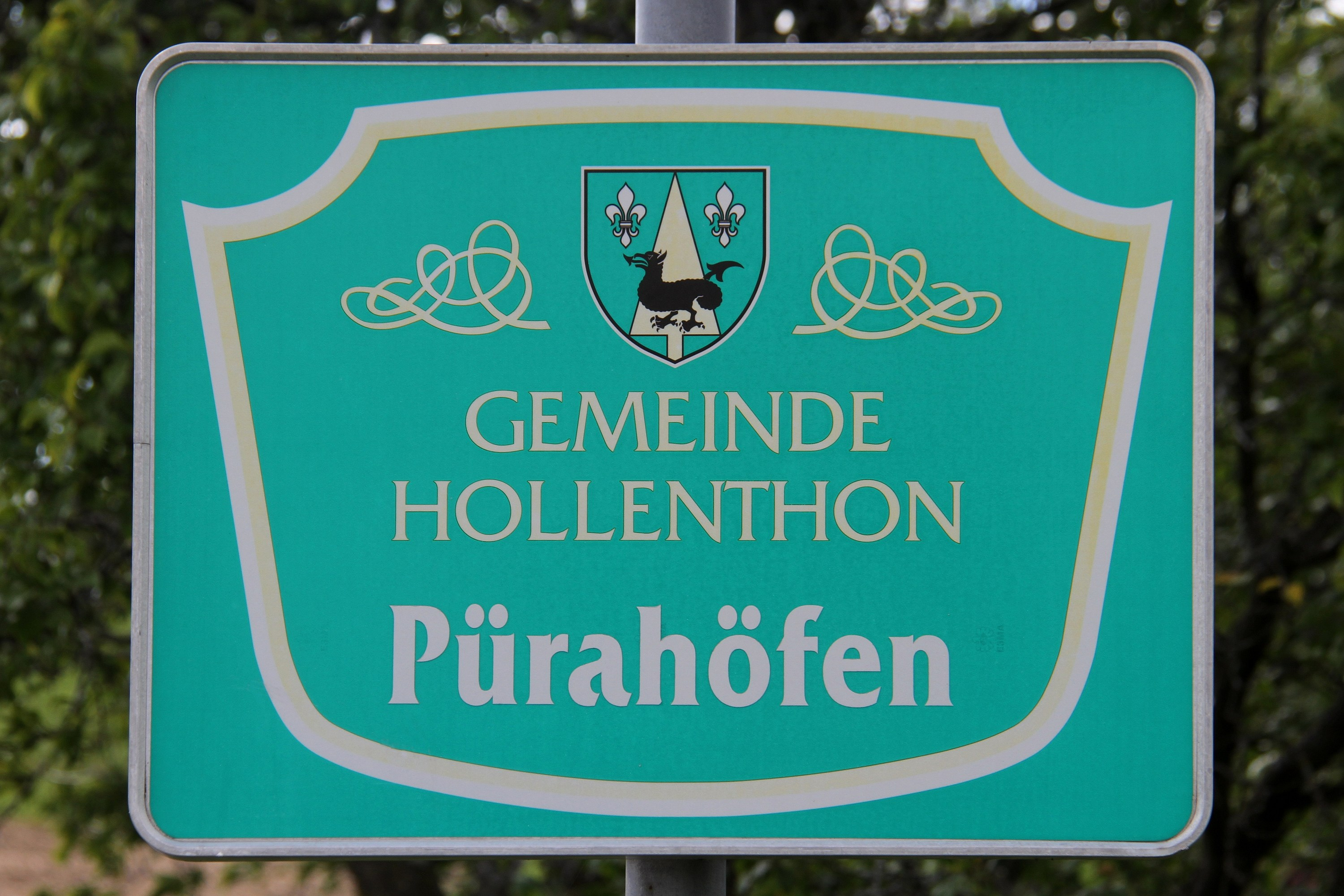
Pürahöfen
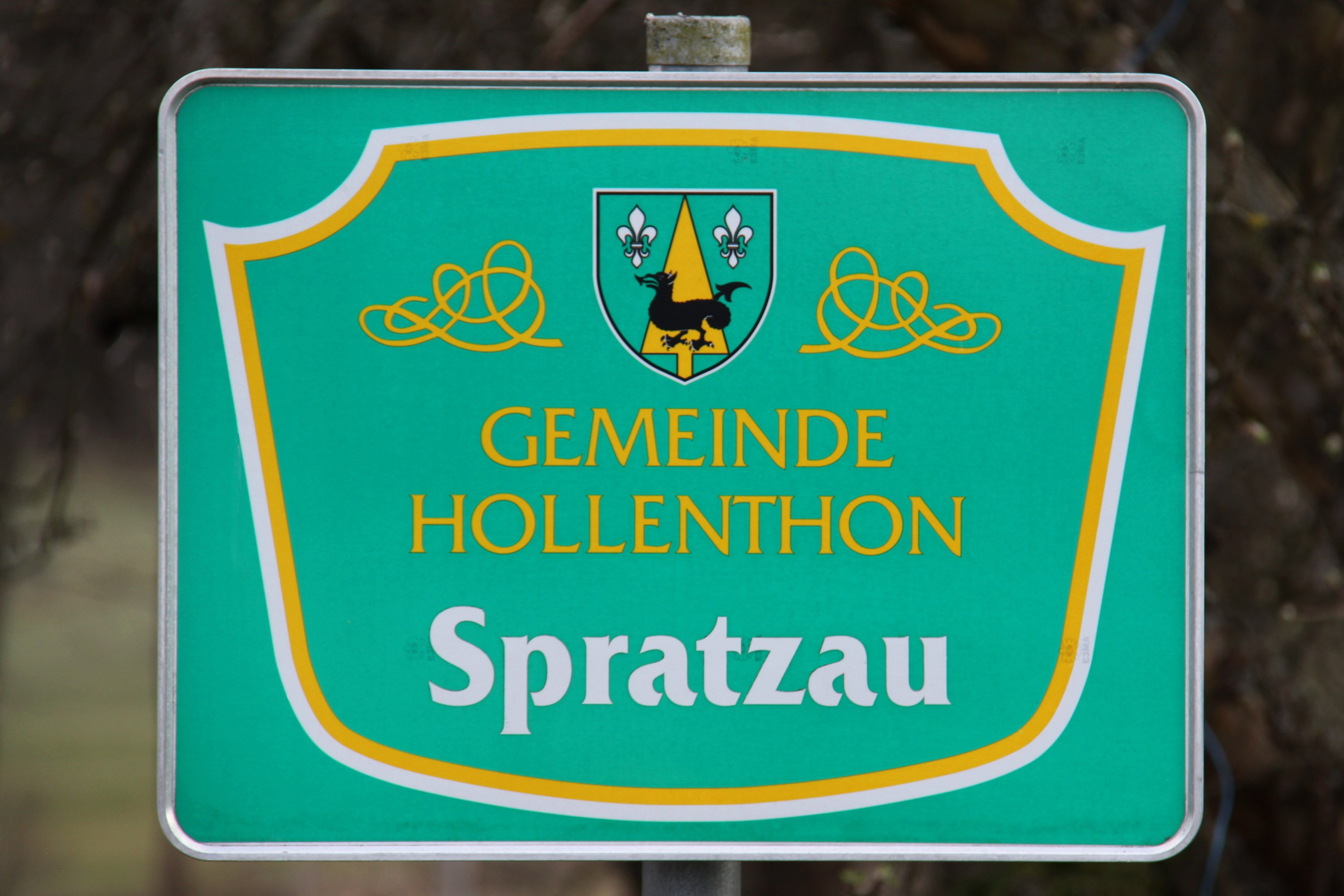
Spratzau
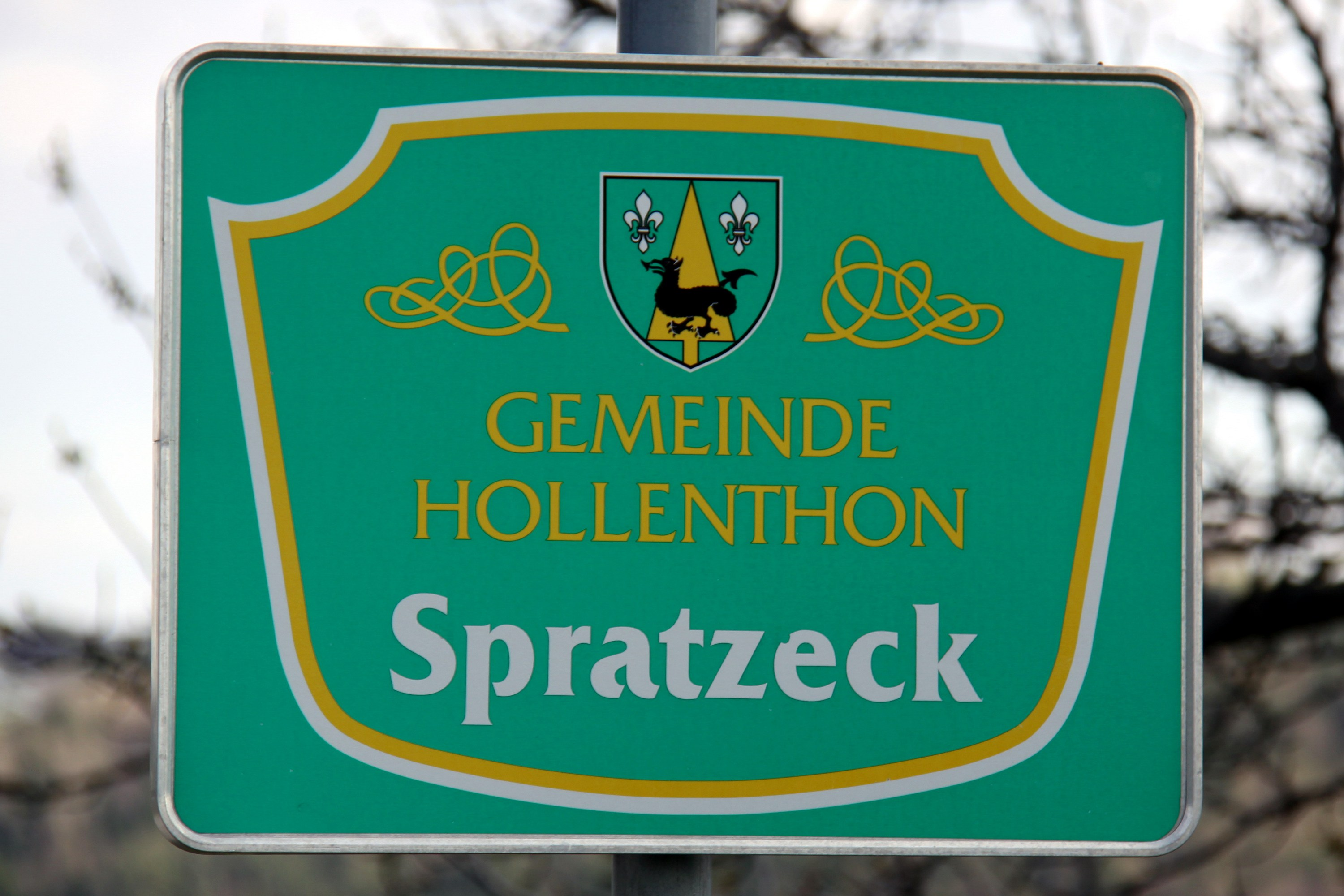
Spratzeck
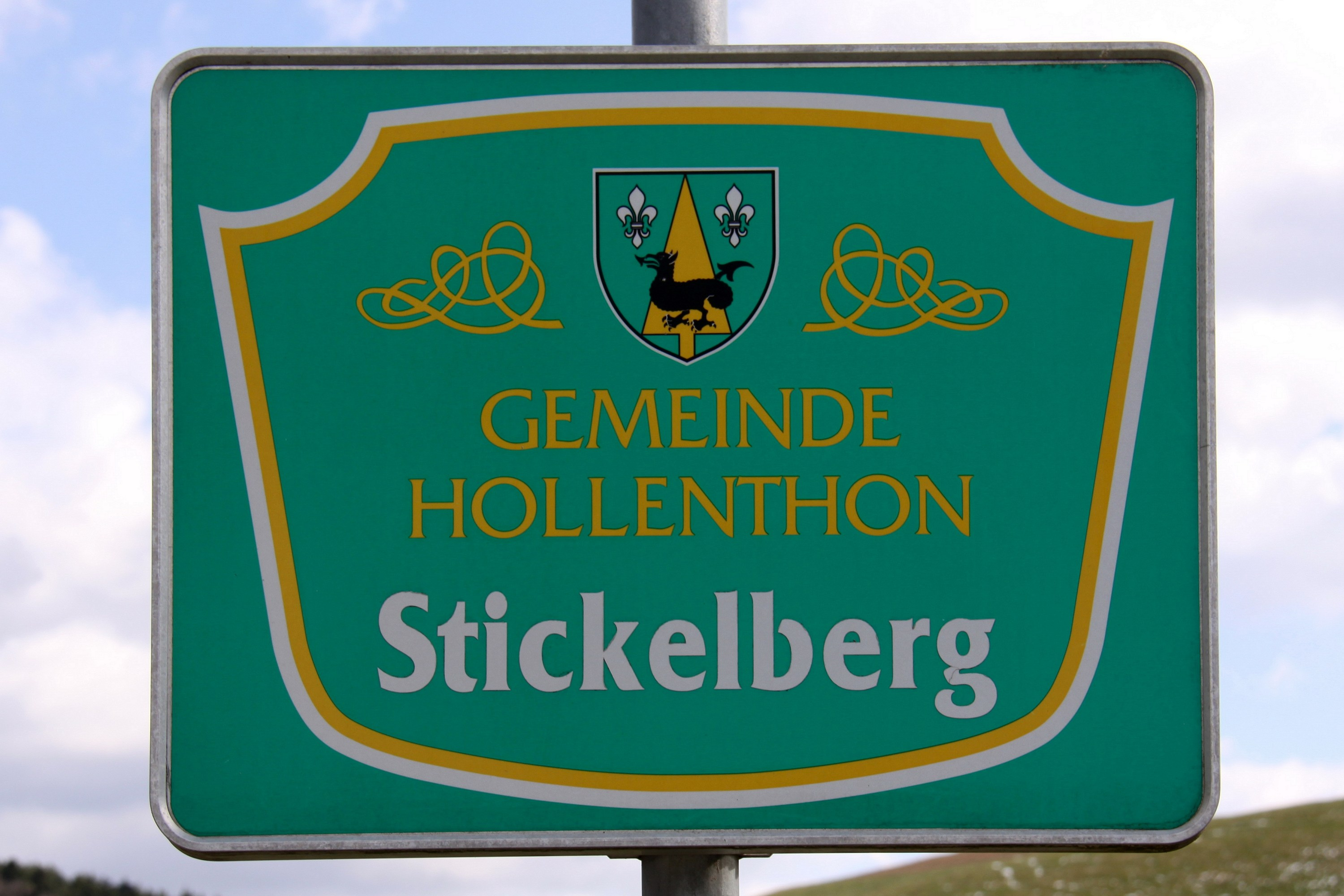
Stickelberg
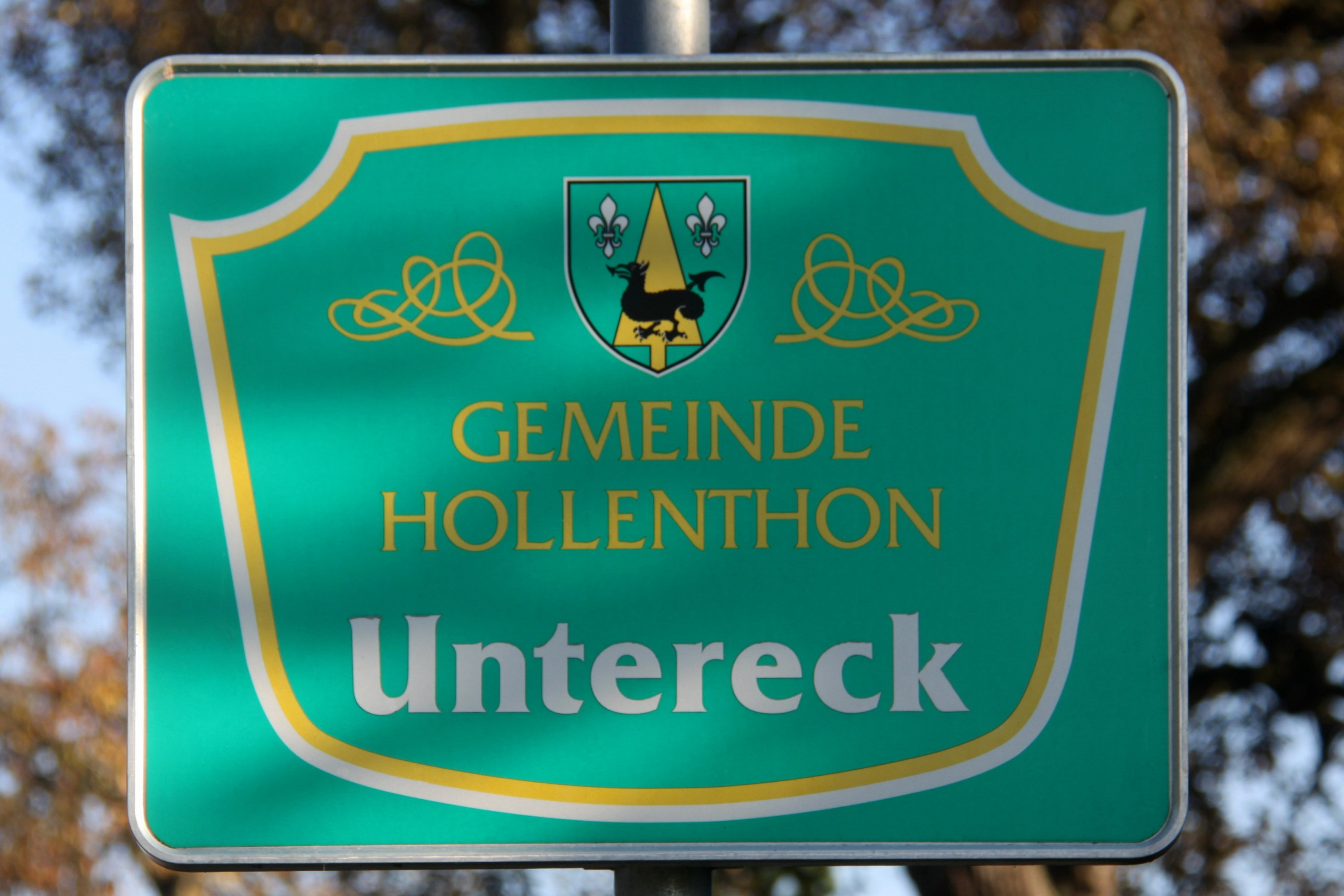
Untereck

### Nachbargemeinden
|            | Bromberg                                    | Wiesmath              |
| Lichtenegg | Kompassrose, die auf Nachbargemeinden zeigt | Markt St. Martin (OP) |
|            | Kirchschlag in der Buckligen Welt           |                       |

## Geschichte

Hollenthon um 1873 (Aufnahmeblatt der Landesaufnahme)

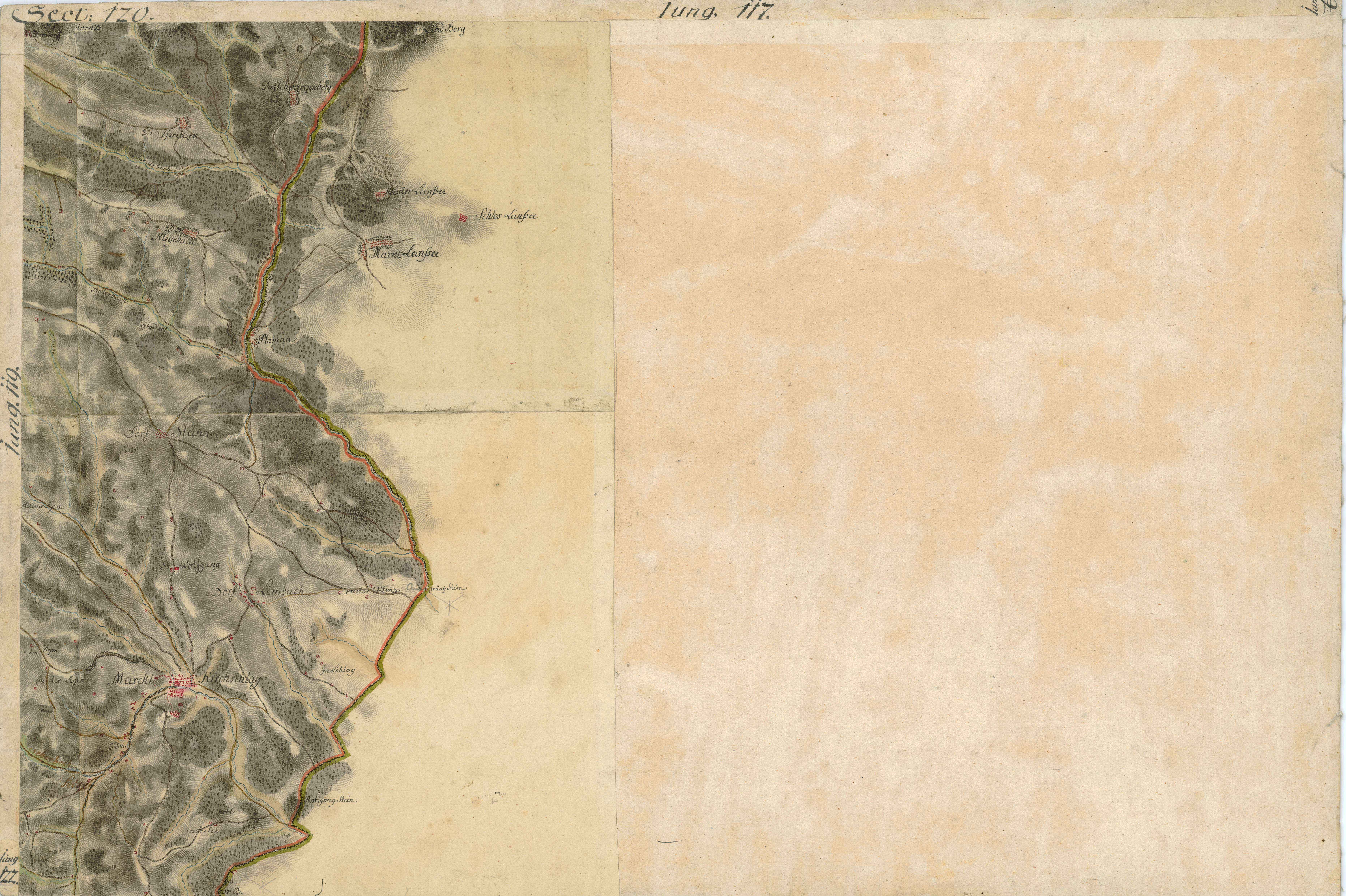
Spratzeck, Gleichenbach und Blumau um 1780 (Josephinische Landesaufnahme)

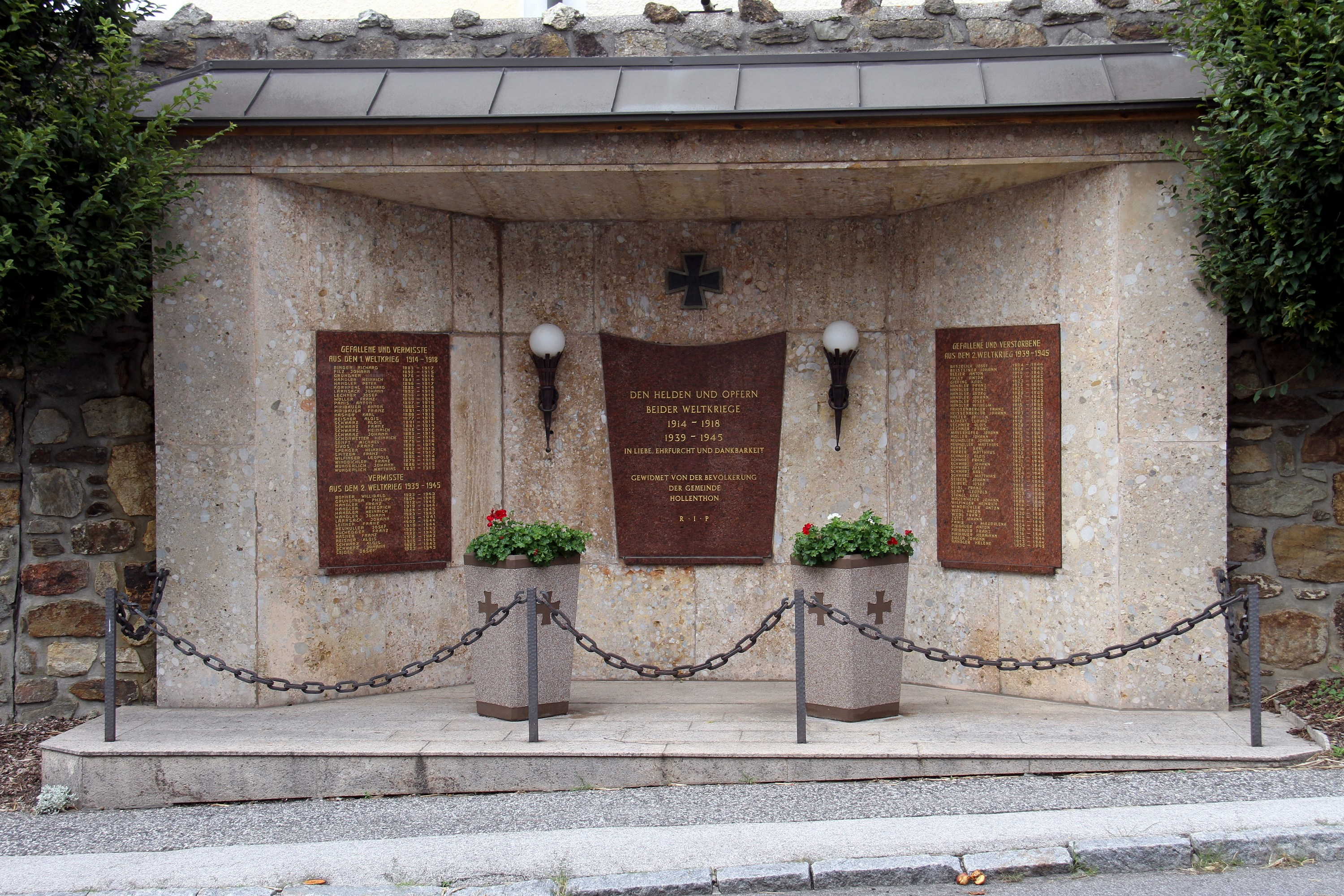
Kriegerdenkmal Hollenthon

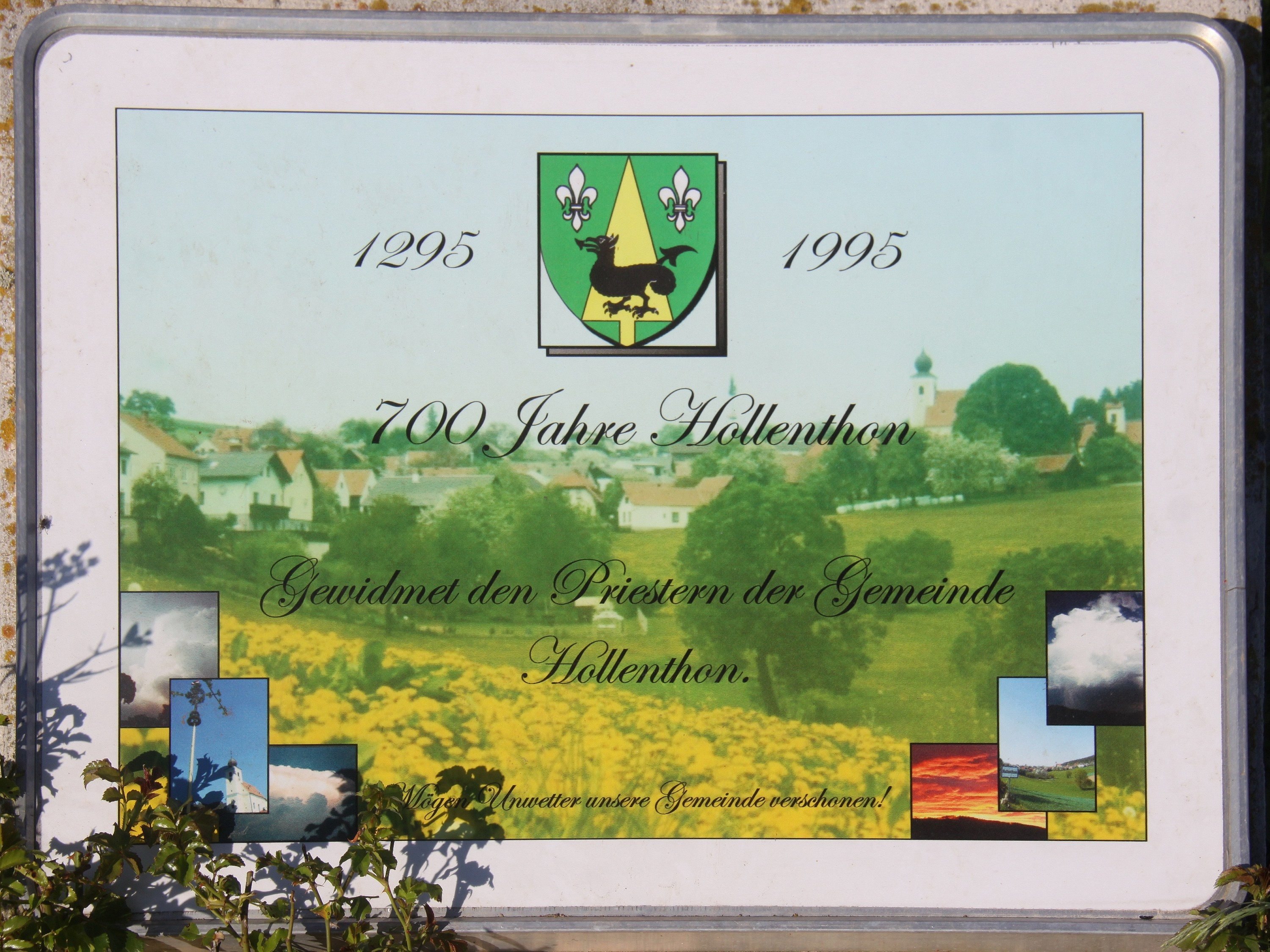
Gedenktafel 700 Jahre Hollenthon

### Mittelalter
Die Entstehung von Hollenthon liegt zwar im Dunkel der Geschichte, ist jedenfalls eng mit der Geschichte des Stifts Reichersberg, zu dem die Pfarre Hollenthon noch heute gehört, verbunden. Conradus, Erzbischof von Salzburg, hatte 1144 alle Neubruchzehente im „Pütner Wald“ bis Hartberg und bis zur ungarischen Grenze an das Stift Reichersberg verschenkt. Bis dahin wurden keine Ortschaften angegeben.
Herzog Albrecht I. hatte 1295 durch seine „umgesessenen“ Ritter die strittige Grenze des Landesgerichts Aspang abreiten lassen, wobei Stickelberg als Fixpunkt für den Grenzverlauf genannt wird. In der zweiten Hälfte des 12. Jahrhunderts wird mehrmals Pertholdus de Stege erwähnt, der ein Ministeriale des steirischen Markgrafen gewesen sein dürfte. Dieses „Stege“ ist heute nicht mehr zu lokalisieren, da es später abgegangen war. Es wird im Pittener Raum vermutet, da die Genannten „von Stege“ immer wieder mit denen von Grimmenstein, Lanzenkirchen, Schwarzau, Emmerberg, Flatz und Klamm Erwähnung finden. 1224 findet sich in den Urkunden ein Berthold von Treun, der 1260 aus der damals noch ungarischen Steiermark zu König Ottokar II. übergelaufen war. Dieser war nicht nur schwer krank, sondern zudem in finanzielle Schwierigkeiten geraten, weshalb er sein „Castrum in Stickelberge“ dem Böhmenkönig überließ, der sich im Gegenzug dazu verpflichtete, für seine Verbindlichkeiten aufzukommen. Eine Identität zwischen Pertholdus de Stege und Berthold von Treun scheint nicht ausgeschlossen, allerdings bleibt offen, ob „Stege“ mit Stickelberg gleichgesetzt werden kann, oder in der Umgebung der Burg zu suchen ist.

### Neuzeit
Nach Überlieferungen soll im Jahr 1683 Hollenthon von den Türken vollständig zerstört worden sein. Von der Bevölkerung sollen nur jene Leute davongekommen sein, die sich in einer Höhle, der sogenannten Türkenhöhle, im Wald versteckten. Nachdem Hollenthon seit 1641 eine Filiale der Pfarre Lichtenegg war, wurde es 1784 per Hofkanzleidekret zur selbständigen Pfarre erhoben. Bereits 1740 wurde die Kirche neu errichtet und 1749 fertig gestellt. In der Pfarrchronik wird Rupertus Mildner als erster Pfarrer genannt, der auch den neuen Pfarrhof errichten ließ. Leopold Derler war der erste urkundlich erwähnte Lehrer, der bis 1785 wirkte. Im Auftrag des Kreisamtes Traiskirchen wurde 1793 eine neue Schule errichtet.
1848 musste die Herrschaft Stickelberg aller obrigkeitlichen Rechte über die „Unterthanen zu Stickelberg-Hollenthon“ entsagen.

### 1854 Gründung der Gemeinde Stickelberg
Aufgrund der kommunalen Entwicklung kam es 1854 zur Konstituierung der Gemeinde Stickelberg, die das Umland einschließlich des Dorfes Hollenthon umfasste. Die dadurch entstandene Gemeinde zählte 124 Häuser mit 965 Einwohnern.
1861/62 wurde neuerlich eine neue Schule errichtet, die 1886 aufgestockt wurde. Damit konnte diese dreiklassig geführt werden. Ende des 19. Jahrhunderts wurden die Straßen nach Bromberg, Gleichenbach, Spratzau und Wiesmath ausgebaut.

### Erste Republik
Die Folgen des Ersten Weltkriegs waren in der Gemeinde deutlich zu spüren. Zu Kriegsbeginn mussten 53 Männer und Burschen einrücken. In der Landwirtschaft und im Kleingewerbe fehlten die männlichen Arbeitskräfte. Frauen und Schüler mussten die Feldarbeit verrichten. Pferde, Rinder, Schweine und sogar Hühner wurden registriert. Immer wieder mussten Tiere abgeliefert werden. Zudem wurden Lebensmittel eingezogen und rationiert. 1917 wurden die Glocken und Orgelpfeifen der Pfarrkirche und der Filialkirchen demontiert und weggebracht. 29 Männer und Burschen der Gemeinde mussten im Krieg ihn Leben lassen. Gegen Ende des Krieges herrschte bittere Not. Zahlreiche Schleichhändler, Hausierer und Bettler kamen aus den städtischen Bereichen um überleben zu können.
1921 zogen zahlreiche Flüchtlinge aus Westungarn durch Hollenthon. Die Bevölkerung wurde durch ungarische Banden, von denen 40 Mitglieder durch die Gendarmerie festgenommen wurden, beunruhigt.
Auf Wunsch der Gemeindevertretung wurde 1927 die Gemeindebezeichnung Stickelberg auf Hollenthon geändert. Die letzte Sitzung des Gemeinderats von Stickelberg fand am 20. November 1927 und die erste Sitzung des Gemeinderats von Hollenthon fand am 6. Jänner 1928 unter der Leitung von Bürgermeister Anton Panis statt.

### Nationalsozialismus und Zweiter Weltkrieg
1938 übernahm die Sturmabteilung auch in Hollenthon die Macht. Der Horndorfer Franz Ernst wurde als Ortsleiter eingesetzt. Ein Jahr später mussten Männer und Burschen in den Zweiten Weltkrieg einrücken. Selbst Diakon Josef Müller aus Spratzau musste den Ariernachweis erbringen. Hollenthon wurde in der Folge dem Kreis Oberpullendorf zugeordnet. Neuerlich fehlten im Kleingewerbe und in der Landwirtschaft die Männer, weshalb die Ernte von Frauen und Kindern erledigt werden musste.
Am 30. März 1945 stießen die russischen Truppen über Wiesmath nach Hollenthon vor und nahmen den Ort und die Umgebung unter Beschuss. Für kurze Zeit wurde Hollenthon zu einem Heerlager der Südwestfront (Rote Armee). Der Pfarrhof wurde als Lazarett und Kommandantur genutzt. Plünderungen standen ebenso auf der Tagesordnung, wie das Nachstellen der weiblichen Bevölkerung. Zahlreiches Vieh wurde weggetrieben. Den Angaben des Kriegerdenkmals zufolge forderte der Zweite Weltkrieg 46 gefallene und 15 vermisste Hollenthoner.
Bereits einen Monat nach Kriegsende (8. Mai 1945) wurde am 8. Juni eine Ortsvorstehung gebildet, der Johann Dörfler vorstand. Erst ab Februar 1946 unterband sowjetische Militärpolizei die Übergriffe der Besatzungssoldaten, so dass wieder geordnetes Leben in die Gemeinde einkehrte.

### Zweite Republik
1948 wurde die Gemeinde wieder in den Gerichtsbezirk Kirchschlag eingegliedert. Im selben Jahr wurde mit dem Bau des Gemeindehauses begonnen, in dem auch die Post und die Raiffeisenkasse Platz fanden, welches Ende Mai 1949 seiner Bestimmung übergeben werden konnte.
1951 wurden Telefonleitungen nach Gleichenbach, Spratzeck und Stickelberg errichtet und öffentliche Telefonzellen installiert. 1952 erhielten die Ortschaften und Rotten neue Hausnummern. Die Freiwillige Feuerwehr Hollenthon erhielt 1953 ihr erstes Feuerwehrfahrzeug. Zwischen Hollenthon und Lichtenegg wurde 1954 ein Güterweg errichtet. Als Folge des Volksaufstands in Ungarn zogen 1956 ungarische Flüchtlinge durch Hollenthon. Nach dreijähriger Bauzeit und mit vielen Eigenleistungen der Bewohner wurde in Hollenthon und in Spratzeck eine Wasserleitung errichtet. 1957 folgte in Hollenthon die Errichtung einer Ortskanalisation für Regenwasser.
Im April 1965 kam es im Spratzbachtal und Thalbachtal zu massiven Überschwemmungen. 1967 wurde die neu errichtete Ortskapelle in Spratzeck eingeweiht. 1968 wurde die neue Volksschule in Hollenthon eröffnet; die Straßen nach Wiesmath, Stickelberg und Lehen wurden asphaltiert. 1968/69 erfolgte in Gleichenbach die Neuerrichtung der Volksschule. Nachdem die alte Kapelle baufällig wurde, kam es in Stickelberg zum Neubau der Fátima-Kirche; die Altarweihe erfolgte am 18. Oktober 1970. Am 5. und am 10. Jänner 1972 wurde Hollenthon durch Erdbeben der Stärke sechs erschüttert; auch das Erdbeben von Pitten/Seebenstein mit der Stärke sieben vom 16. April war deutlich zu spüren. 1975 wurde in Hollenthon eine Straßenbeleuchtung errichtet.
Die mittlerweile stillgelegte Volksschule Gleichenbach wurde 1983 in einen Kindergarten umfunktioniert. Die Pfarre Hollenthon feierte 1984 ihren 200-jährigen Bestand. Dabei wurde das neu erbaute Heim beim Pfarrhof an das Stift Reichersberg feierlich übergeben. Am 3. Mai 1987 kam es nach heftigen Gewittern neuerlich zu massiven Überschwemmungen und Schäden im Spratzbach- und Thalbachtal. Die Freiwillige Feuerwehr Hollenthon feierte 1991 ihren 100-jährigen Bestand. Zum Jubiläum erhielt sie ein neues Tanklöschfahrzeug mit Bergeeinrichtung. Nachdem ein der Pfarre gehörendes Feld von der Gemeinde dauerhaft gemietet wurde, konnte dort 1992 eine Sportanlage bestehend aus einem Fußballplatz und zwei Tennisplätzen eröffnet werden. in den 1990er Jahren wurde mit der Aufschließung der Volksschulsiedlung begonnen. 1995 feierte die Gemeinde Hollenthon ihren 700-jährigen Bestand.

### Einwohnerentwicklung
| Hollenthon: Einwohnerzahlen von 1869 bis 2025       | Hollenthon: Einwohnerzahlen von 1869 bis 2025 | Hollenthon: Einwohnerzahlen von 1869 bis 2025 | Hollenthon: Einwohnerzahlen von 1869 bis 2025 | Hollenthon: Einwohnerzahlen von 1869 bis 2025 |
| --------------------------------------------------- | --------------------------------------------- | --------------------------------------------- | --------------------------------------------- | --------------------------------------------- |
| Jahr                                                |                                               |                                               |                                               | Einwohner                                     |
| 1869                                                | 1869                                          |                                               | 1.072                                         | 1.072                                         |
| 1880                                                | 1880                                          |                                               | 1.154                                         | 1.154                                         |
| 1890                                                | 1890                                          |                                               | 1.143                                         | 1.143                                         |
| 1900                                                | 1900                                          |                                               | 1.018                                         | 1.018                                         |
| 1910                                                | 1910                                          |                                               | 1.087                                         | 1.087                                         |
| 1923                                                | 1923                                          |                                               | 1.095                                         | 1.095                                         |
| 1934                                                | 1934                                          |                                               | 1.141                                         | 1.141                                         |
| 1939                                                | 1939                                          |                                               | 1.055                                         | 1.055                                         |
| 1951                                                | 1951                                          |                                               | 983                                           | 983                                           |
| 1961                                                | 1961                                          |                                               | 1.028                                         | 1.028                                         |
| 1971                                                | 1971                                          |                                               | 1.047                                         | 1.047                                         |
| 1981                                                | 1981                                          |                                               | 1.033                                         | 1.033                                         |
| 1991                                                | 1991                                          |                                               | 1.000                                         | 1.000                                         |
| 2001                                                | 2001                                          |                                               | 1.048                                         | 1.048                                         |
| 2011                                                | 2011                                          |                                               | 1.029                                         | 1.029                                         |
| 2021                                                | 2021                                          |                                               | 1.004                                         | 1.004                                         |
| 2025                                                | 2025                                          |                                               | 1.014                                         | 1.014                                         |
| Quelle(n): Statistik Austria, Gebietsstand 1.1.2021 |                                               |                                               |                                               |                                               |

### Religion
Nach den Daten der Volkszählung 2001 sind 96,9 % der Einwohner römisch-katholisch und 0,5 % evangelisch, 0,2 % gehören orthodoxen Kirchen an, 1,7 % der Bevölkerung haben kein religiöses Bekenntnis.

## Kultur und Sehenswürdigkeiten
- Katholische Pfarrkirche Hollenthon Mariä Himmelfahrt: Die Pfarrkirche wurde nach neuesten bautechnischen Untersuchungen in der zweiten Hälfte des 13. Jahrhunderts errichtet. Als ältester Teil wird ein Burgturm der Stickelberger vermutet, der um 1300 zum Chor der Kirche umgewidmet wurde. An diesen wurde das Kirchenschiff angebaut. Der Eingang in die Kirche befand sich ursprünglich auf der Südseite und wurde erst zur Barockzeit zugemauert. In der zweiten Hälfte des 15. Jahrhunderts wurde ein Wehrgeschoß aufgesetzt auf das noch heute vorhandene Schießscharten hinweisen. Ebenfalls zu dieser Zeit wurde an der Westseite der Kirchturm errichtet. Zur Barockzeit wurde die Kirche tiefgreifend umgebaut. Dabei wurde der Chor innen abgerundet und die Kirche in ihrer jetzigen Form eingewölbt. Die Orgelbrüstung zeigt das Jahr 1749 als Ende der Barockisierungsmaßnahmen. Die Kirche wurde von einer Ringmauer umschlossen, die früher höher war, als die heutige Mauer. An der Außenseite befand sich im Osten und Süden ein Wehrgraben. Der Kirchhof wurde bis 1878 als Friedhof genutzt.[4]

Die Kirche ist dem Patrozinium Mariä Himmelfahrt (15. August) geweiht. Das Bild des Hauptaltars zeigt Maria Königin mit dem Jesukind im Arm. Flankiert ist es von den Aposteln Petrus und Paulus.
- Ortskapelle Spratzeck: Wann die erste, aus Holz errichtete Ortskapelle gebaut wurde, ist nicht bekannt. 1967 wurde die baufällige Kapelle abgetragen und an ihrer Stelle die heutige Kapelle errichtet. Im Zuge des Abbruchs wurde eine bis dahin unbeachtete Holzstatue entdeckt. Diese stellt den Schmerzensmann Salvator Mundi dar. Die wertvolle 170 Zentimeter große Statue aus dem Jahr 1479 wird Thomas Strayff zugeschrieben.[5]
- Burgruine Stickelberg: Die Burg wird erstmals 1259 im Testament Bertholds von Treun, der die Burg an den Landesfürsten vermachte, urkundlich erwähnt. Sie steht auf einer Rundfallkuppe. Um den Rand der Hügelplatte zieht sich die alte Ringmauer, die eine Höhe von 12 Metern und eine Dicke von 120 bis 180 Zentimeter aufweist. Sie besaß zwei Zugänge, die mit Rollenzugbrücken gesichert waren. Der Ausbau des inneren Walls lässt darauf schließen, dass er die Hauptverteidigungslinie war. Der Stickelberger Bach konnte auf der Rückseite aufgestaut werden, um ein zusätzliches Hindernis zu schaffen. Um 1400 und um 1600 wurde die Burg umgebaut und weiter verstärkt. Vermutlich als Folge der Vereinigung mit Steyersberg verfiel die Burg im Lauf der Zeit immer mehr. Die Einführung der Tür- und Dachsteuer um 1810 beschleunigte zusätzlich den Verfall.[6]

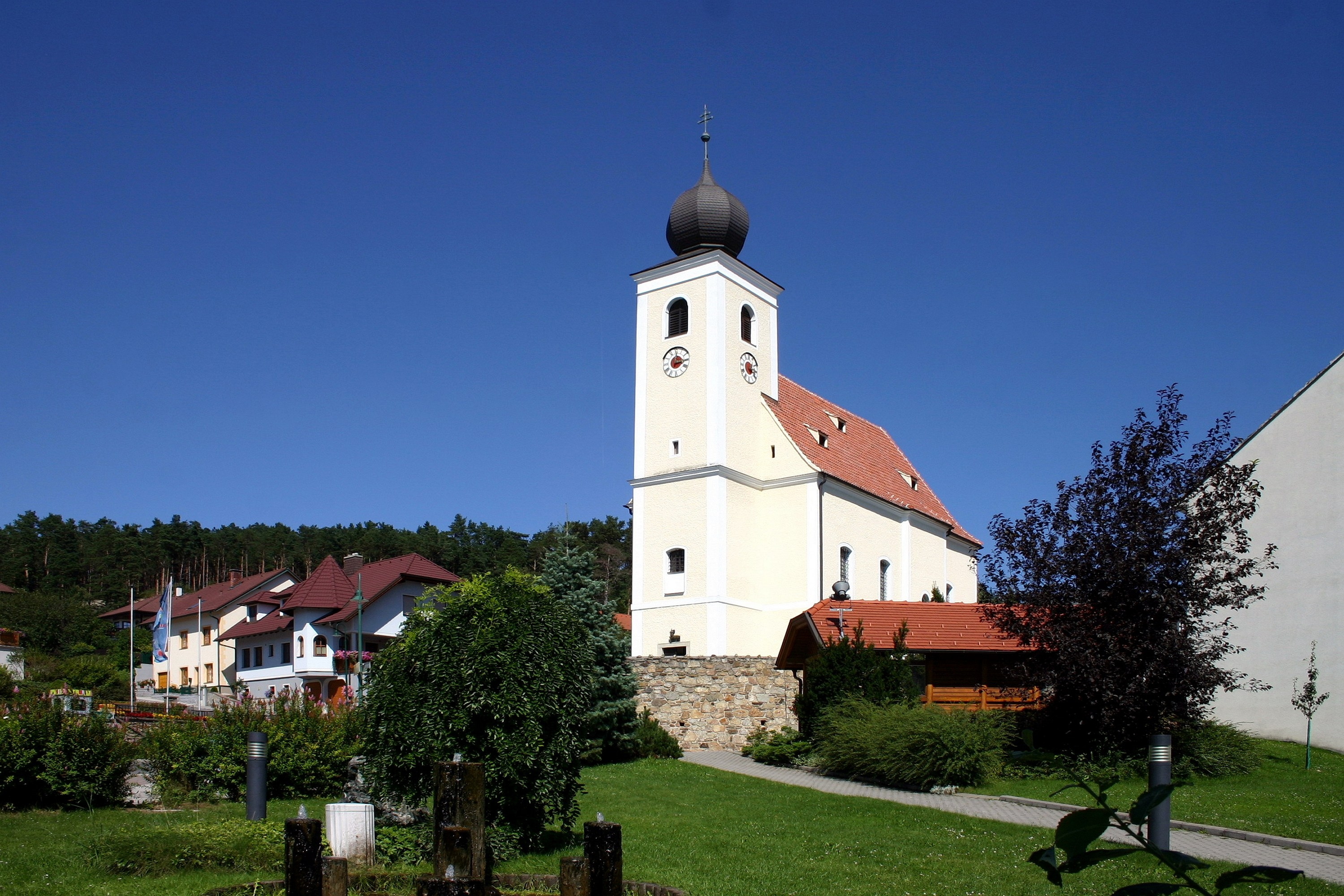
Pfarrkirche Hollenthon Mariae Himmelfahrt
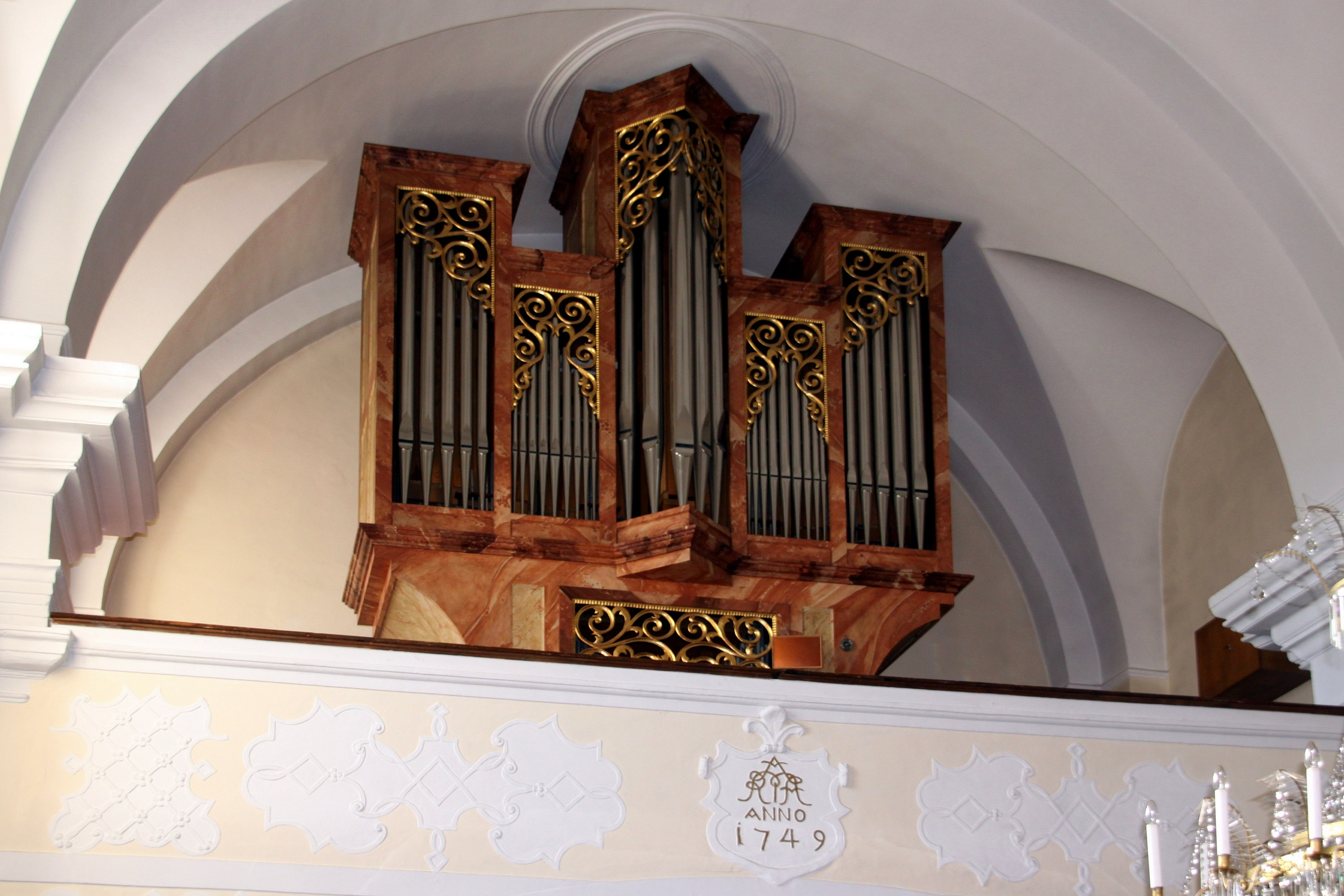
Die Orgelbrüstung mit der Inschrift vom Jahr 1749
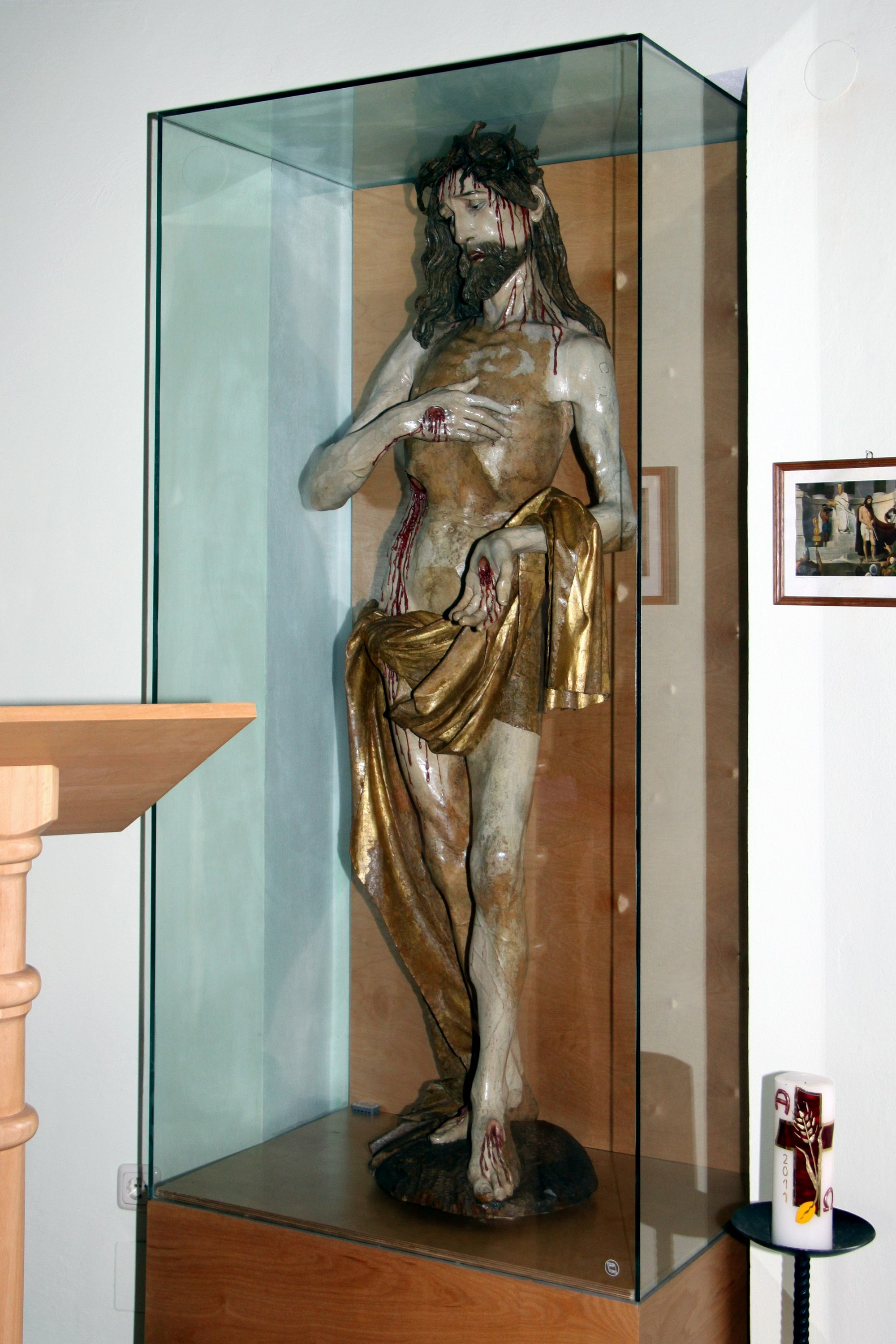
Der Schmerzensmann von Spratzeck
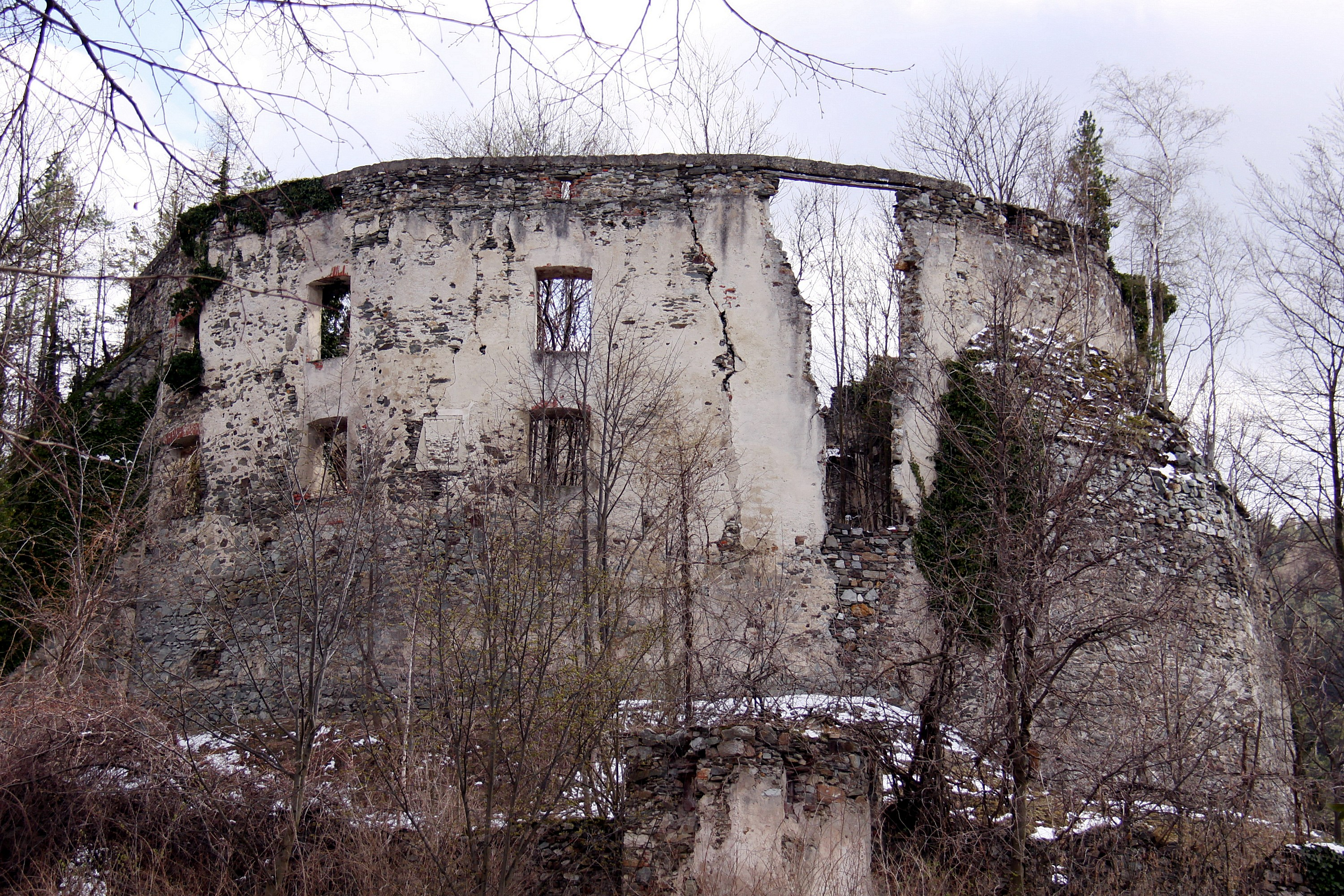
Die Burgruine Stickelberg

### Naturdenkmäler

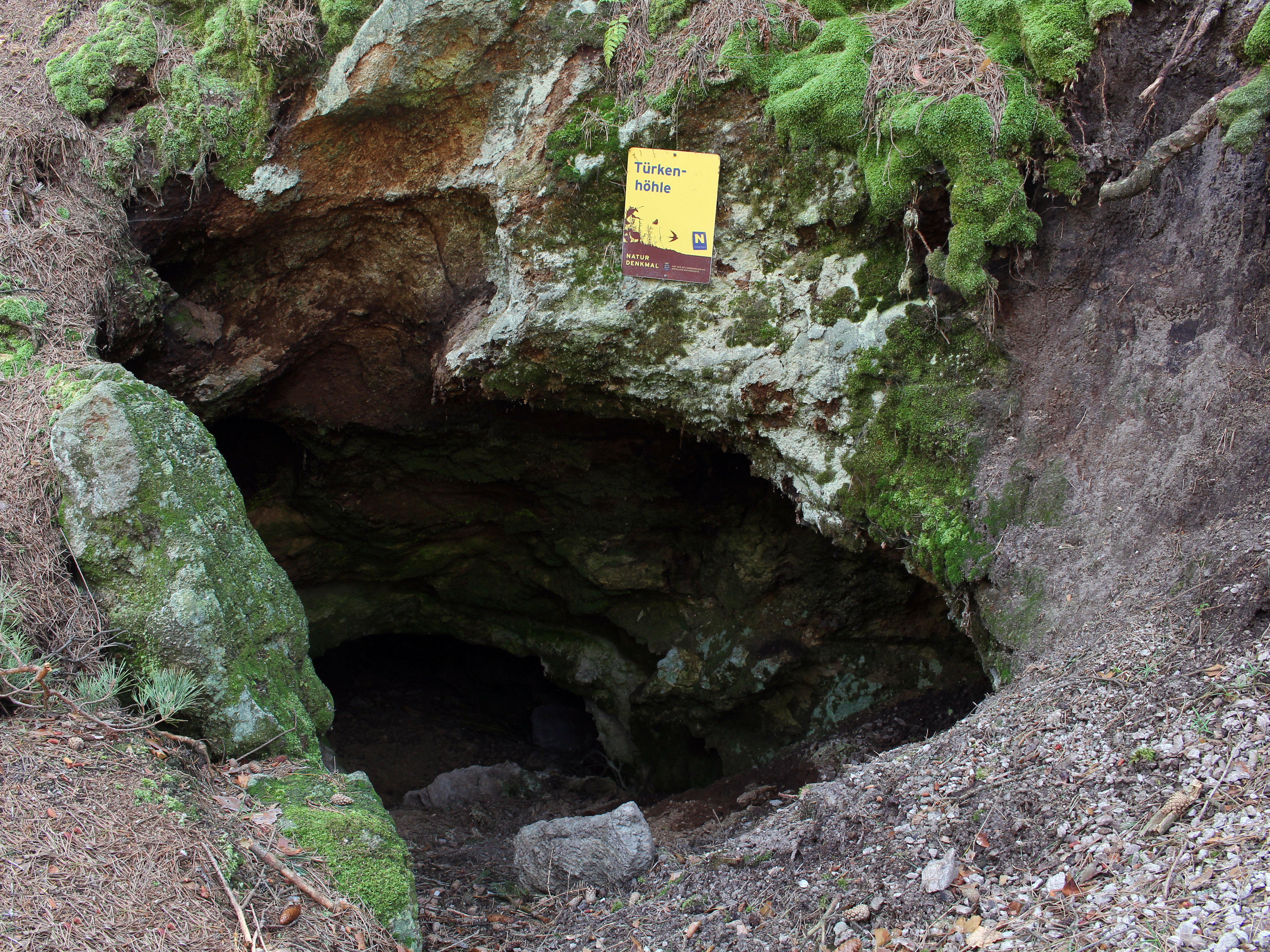
Türkenhöhle
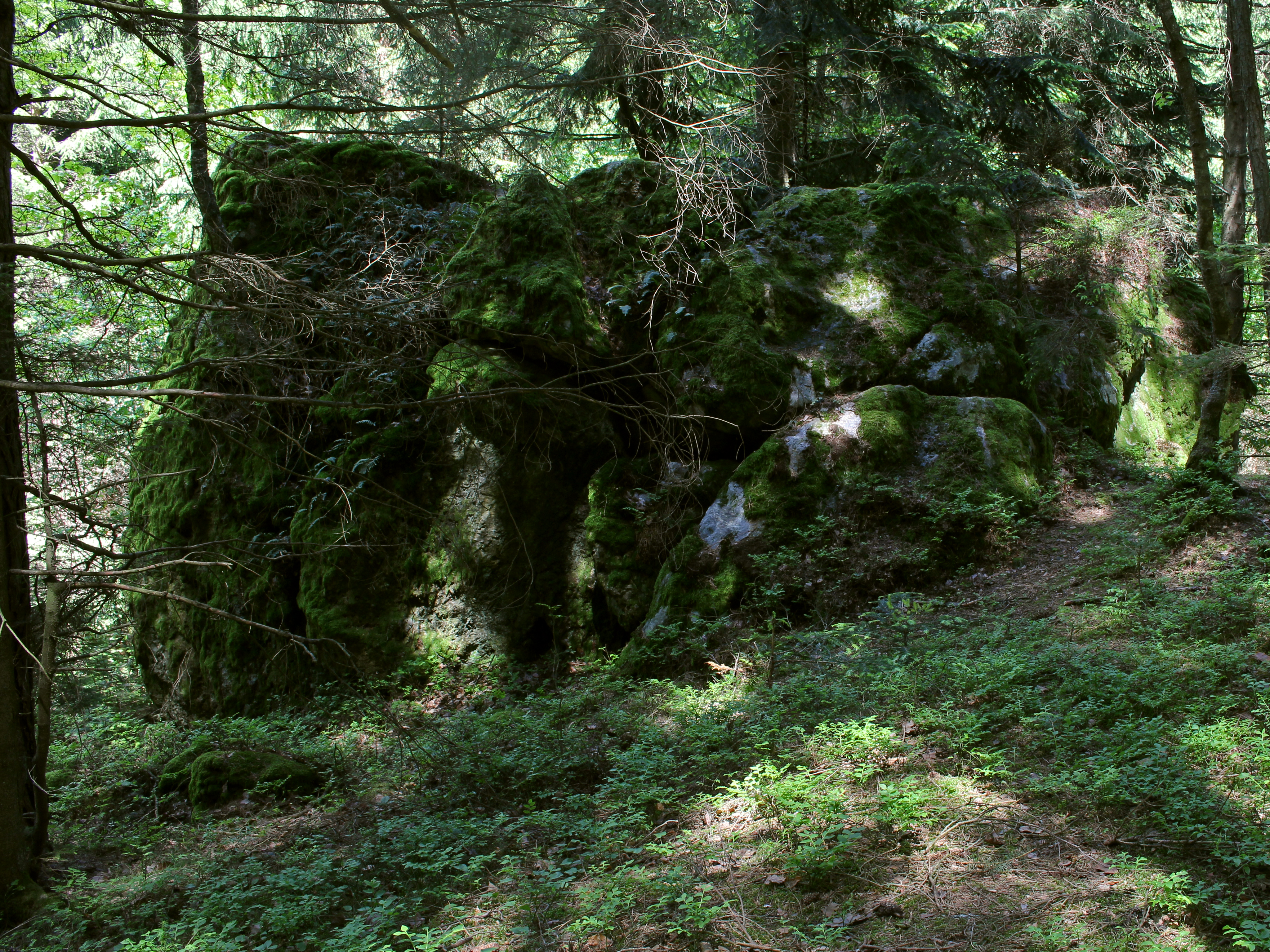
Hanserlstein

- Türkenhöhle – Die Quarzithöhle befindet sich im Ortsgebiet von Hollenthon nördlich des Zehethofs auf einem Privatgrundstück. Der Eingang weist eine Breite von 70 Zentimetern auf. Die Höhle selbst ist zwischen 200 und 270 Zentimeter breit. Die Länge der Höhle beträgt acht Meter. Am Ende der Höhle befindet sich ein Tropfstein. Aufgrund der fortschreitenden Sedimentation weist die Höhle nur noch eine geringe Höhe auf. Es ist daher nur noch möglich zu kriechen oder zu kauern.[7][8]

Der Name geht auf den Türkeneinfall von 1683 zurück, bei dem Hollenthon nach Überlieferungen vollständig zerstört wurde. Lediglich die Ortsbewohner, die in der Höhle Zuflucht fanden, kamen mit dem Leben davon.
- Hanserlstein –  Der Hanserlstein befindet sich im Ortsgebiet von Spratzeck am Abhang des Hofstattbachtals auf einem Privatgrundstück.[7]

Der Name geht auf eine Sage zurück, nach der der 14-jährige Hanserl, der die Kühe des Bauern auf die Weide trieb, immer wieder auf den Felsen kletterte, um irgendwelche Worte zu rufen und dann dem Echo zu lauschen. Der ansonsten brave Bub hatte die schlechte Eigenschaft, lauthals fluchen zu können, wofür er von seinen Eltern oft ermahnt und bestraft wurde. Eines Tages saß er wieder auf dem Felsblock und wollte sein Jausenbrot verzehren. Dabei fiel es ihm aus der Hand und rutschte in eine Spalte des Felsens, worauf er lauthals „der Teufel soll’s holen“ fluchte. Kaum war der Fluch ausgesprochen, spaltete sich der Felsen und Hanserl rutschte hinein und verschwand. Hinter ihm schloss sich der Felsen. Als die Kühe abends allein zum Hof zurückkehrten, schickten die Bauersleute den Knecht um Hanserl zu suchen. Als er in die Nähe des Felsblocks kam, vernahm er entsetzliches jammern und schreien, das ihm durch Mark und Bein ging. Schaudernd hielt er an. Nach einer Weile begann das Jammern wieder und der Knecht stellte fest, dass es Hanserls Stimme war. Schaudernd lief er nach Hause und berichtete den Bauersleuten, was er erlebt hatte. Während die Bäuerin und die Kinder zu weinen begannen, sagte der Bauer nur „den hat der Teufel geholt“. Das Schreien war noch drei Tage und drei Nächte zu hören, ehe es verstummte. Seitdem nannten die Leute von Spratzeck den Felsen „Hanserlstein“.

### Flur- und Kleindenkmäler
Im Gemeindegebiet von Hollenthon befinden sich 28 Flurdenkmäler, die sich nahezu ausnahmslos in Privatbesitz befinden. Ein Flurdenkmal, das Antoniusmarterl, wurde beim Straßenbau nach Spratzeck abgetragen. In erster Linie erinnern die Kreuze und Marterl an persönliche Ereignisse wie Unglücke oder tragische Todesfälle. Allgemeine Dankbarkeit oder Frömmigkeit waren ebenso Motive für die Errichtung, wie die Rettung aus gefährlichen Situationen.
| Bezeichnung des Denkmals                        | Ort          | Lage                          | Beschreibung, Anmerkung | Bild                            |
| ----------------------------------------------- | ------------ | ----------------------------- | --- | ------------------------------- |
| Wegscheider Kreuz (auch Schneeweiß-Kreuz)       | Gleichenbach | 47,558982° N, 16,300613° O    | Betonsäule mit eisernem Kreuz, im Bildstock Marienstatue aus Medjugorje, vor 1945 nach Unfall errichtet. |                                 |
| Schuster Kapelle                                | Grohdorf     | 47,559409° N, 16,272801° O    | 1886 anstelle der vorherigen Schmiede errichtet, 1983 renoviert, Kapelle mit Vordach und Marienstatue nach dem Vorbild von Lourdes.                                                                                                  |                                 |
| Vollnhofer Kapelle (ehemals Bauernmüller-Kreuz) | Grohdorf     | 47,547836° N, 16,297754° O    | Errichtung nicht bekannt, 1992 renoviert, Kapelle aus Steinmauerwerk, Kreuz mit Korpus, Franziskusstatue mit Jesukind, Herz-Marien-Statue.                                                                                           | Vollnhofer Kapelle in Grohdorf  |
| Floriani-Kapelle (auch Spenger-Kapelle)         | Hollenthon   | 47,594223° N, 16,258612° O    | Hl. Florian. |                                 |
| Kapelle am Rosenhof (auch Panis-Kapelle)        | Hollenthon   | 47,586531° N, 16,259596° O    | erbaut 1848, nach 1945 neu errichtet. |                                 |
| Kreuzbrunnen                                    | Hollenthon   | 47,590047° N, 16,258964° O    | Marienstatue. |                                 |
| Schabauer-Kapelle                               | Hollenthon   | 47,590541° N, 16,261974° O    | Herz-Marien-Bild. |                                 |
| Zehetbauer-Kapelle                              | Hollenthon   | 47,593694° N, 16,256391° O    | Maria auf einem Feld. |                                 |
| Ernstkreuz                                      | Horndorf     | Koordinaten fehlen! Hilf mit. | Das Kreuz erinnert an die Familientragödie Ernst. |                                 |
| Horndorfer Kapelle                              | Horndorf     | 47,586471° N, 16,26689° O     | Erbauung unbekannt, 1990 neu errichtet. |                                 |
| Rendlbauer Wegkapelle                           | Lehen        | 47,590745° N, 16,248992° O    | Kreuz mit Korpus und Marienstatue. |                                 |
| Turmbauer Wegkapelle                            | Lehen        | 47,592815° N, 16,242061° O    | Kreuz mit Korpus, 1994 restauriert. |                                 |
| Gullenbauer Kapelle                             | Mittereck    | 47,566131° N, 16,278274° O    | Die größte aller Wegkapellen, mit Steinen aufgemauert, 150 Zentimeter großes Holzkreuz, 1727 errichtet, 1914 und 1992 renoviert. | Gullenbauerkapelle in Mittereck |
| Beisteiner Bildbaum                             | Obereck      | 47,56604° N, 16,254115° O     | Marienbild mit Jesukind an efeuumrankter Linde. |                                 |
| Dornleitner Kapelle                             | Obereck      | 47,565141° N, 16,251996° O    | ursprüngliche Kapelle durch Blitzschlag demoliert, 1962 durch Straßenbau abgerissen und neu errichtet, 1987 abermals neu errichtet.                                                                                                  |                                 |
| Führinger Kapelle                               | Obereck      | 47,571018° N, 16,256412° O    | Die Kapelle erinnert an ein Unglück von 1903, bei dem ein Bauer beim Fällen einer Eiche ums Leben kam. | Führinger Kapelle in Obereck    |
| Lorenz Bildstock                                | Obereck      | 47,56833° N, 16,25635° O      | Der mit 1. Mai 1921 datierte Bildstock erinnert an ein Unglück, bei dem ein Hüterbub vom Blitz erschlagen wurde. Dieser ist insofern interessant, da er auf der Inschriftplatte noch den vormaligen Gemeindenamen Stickelberg trägt. |                                 |
| Schwarz-Spitzer Kapelle                         | Obereck      | 47,568926° N, 16,266368° O    | Errichtung unbekannt, 1970er Jahre renoviert, Kapelle aus Steinmauerwerk mit Marienstatue. |                                 |
| Bildbaum Pichergraben                           | Spratzau     | Koordinaten fehlen! Hilf mit. | mächtige Lärche mit Marienbild. |                                 |
| Puchegger Marienkapelle                         | Spratzau     | 47,581781° N, 16,25403° O     | grottenähnliche Marienkapelle aus dem Jahr 1954. |                                 |
| Johannesmarterl                                 | Spratzeck    | 47,5745° N, 16,28619° O       | Bildstock Hl. Johannes, 1991 nach Unfall neu errichtet. |                                 |
| Pfarrer-Kreuz                                   | Spratzeck    | 47,582794° N, 16,267045° O    | früher auch „rotes Kreuz“, 1891 errichtet. |                                 |
| Stockbauer-Kreuz                                | Spratzeck    | 47,580205° N, 16,272298° O    | 1977 anstelle einer Kapelle errichtet. |                                 |
| Bildbaum I                                      | Stickelberg  | Koordinaten fehlen! Hilf mit. | am alten Kirchweg (der sogenannten „Kuhdrift“) von Stickelberg nach Hollenthon, Christusgesicht mit Dornenkrone aus Blech gestanzt, Ursprung unbekannt.                                                                              |                                 |
| Bildbaum II                                     | Stickelberg  | Koordinaten fehlen! Hilf mit. | am alten Kirchweg (der sogenannten „Kuhdrift“) von Stickelberg nach Hollenthon, Maria mit dem Jesukind aus Blech gestanzt, Ursprung unbekannt.                                                                                       |                                 |
| Filzmichl-Bildstock                             | Untereck     | 47,562054° N, 16,289624° O    | Bildstock mit Marienholzschnitt, 1980 errichtet. |                                 |
| Hubertuskapelle                                 | Untereck     | 47,563207° N, 16,292051° O    | offene Kapelle aus Steinmauerwerk, 1983 errichtet, früher Hubertusmessen, heute Maiandachten. |                                 |
| Fuchs’n Marienkapelle                           | Michelbach   | 47,625614° N, 16,225313° O    | die Kapelle gehört zwar zum Haus Michelbach 22 (Gemeinde Bromberg), steht jedoch auf Hollenthoner Grund; kuppelförmige Kapelle vor einem Brunnen, 1986 errichtet.                                                                    |                                 |

### Wetterlehrpfad

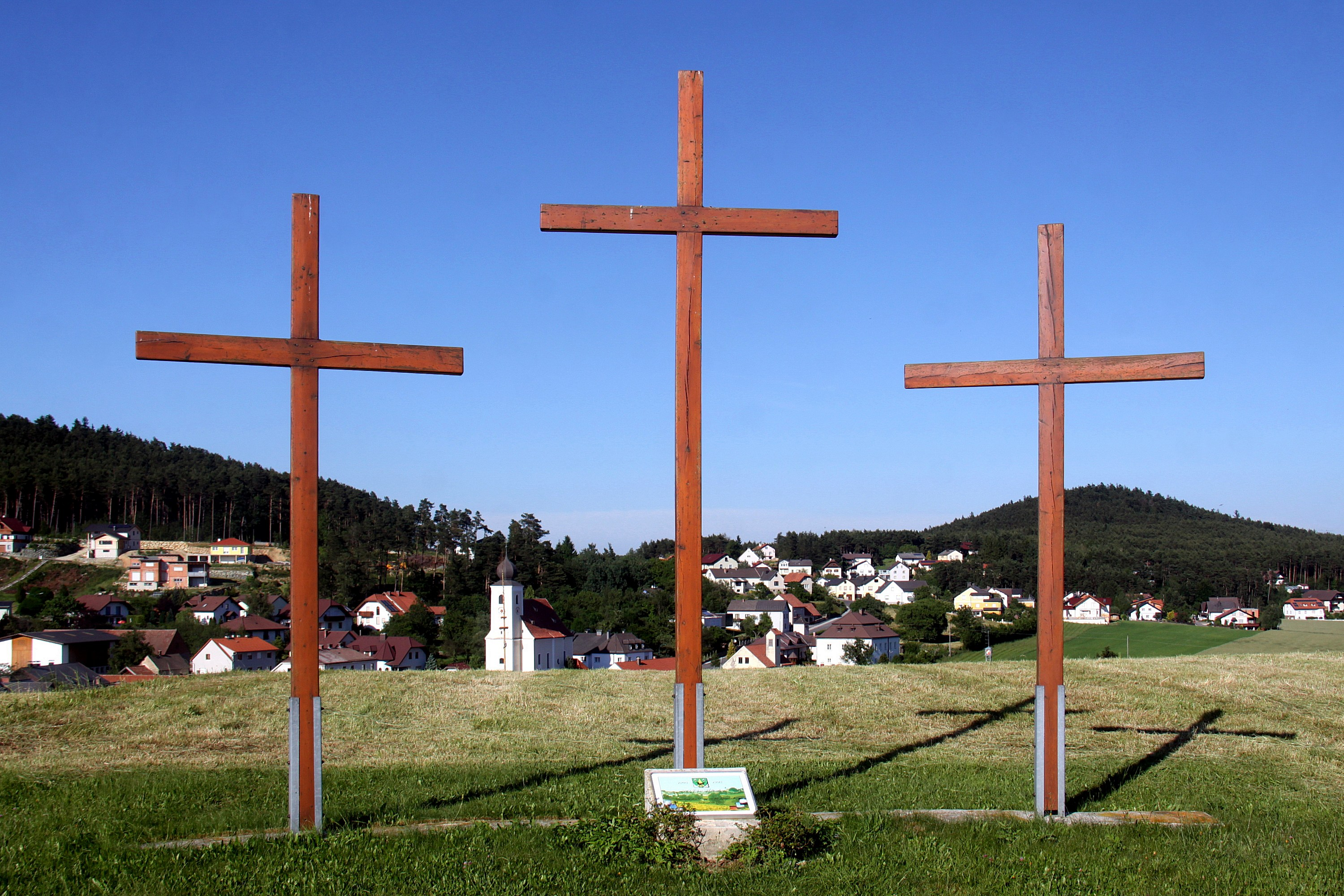
Wetterkreuze mit Blick auf den Ort
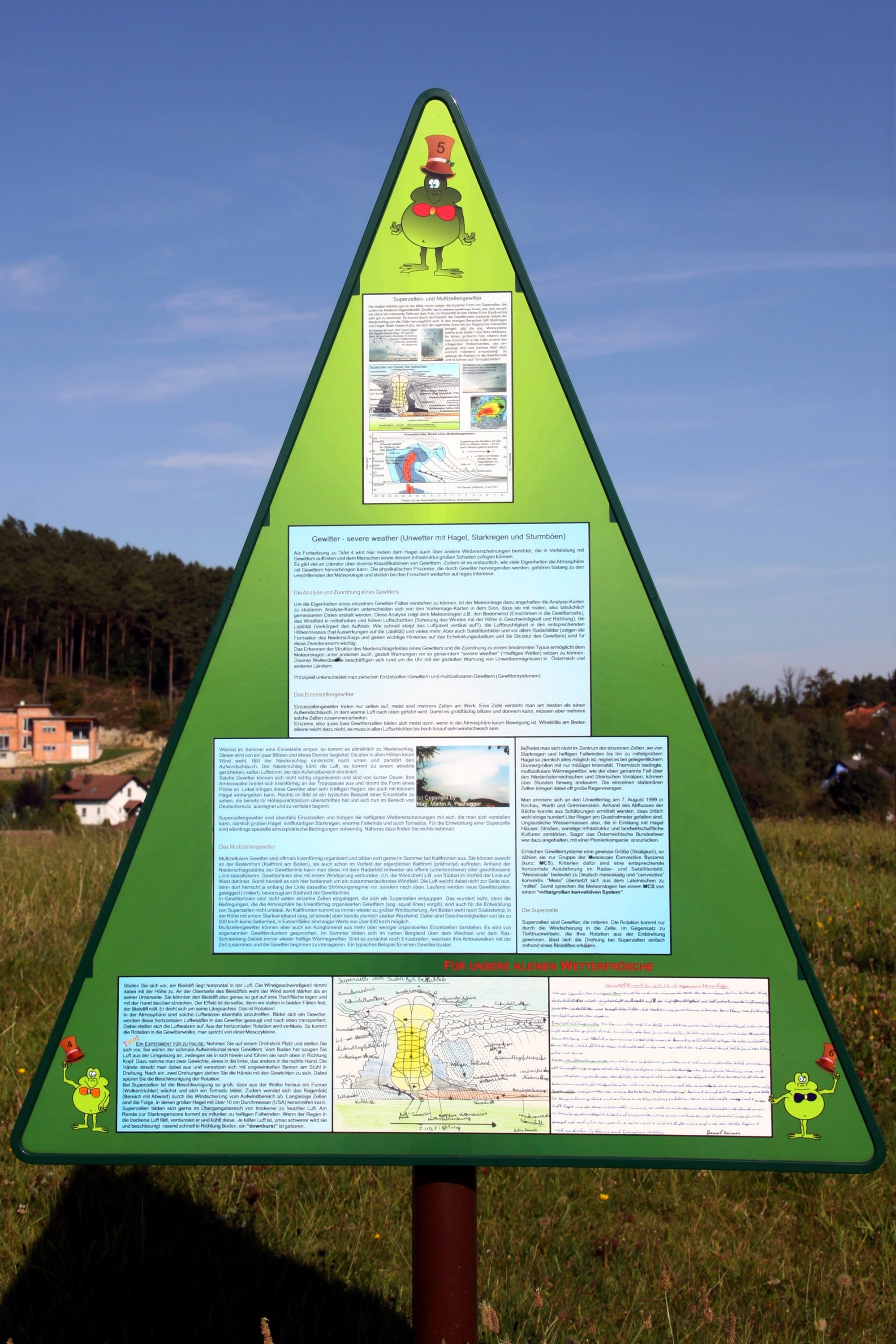
Eine der zehn Stationen
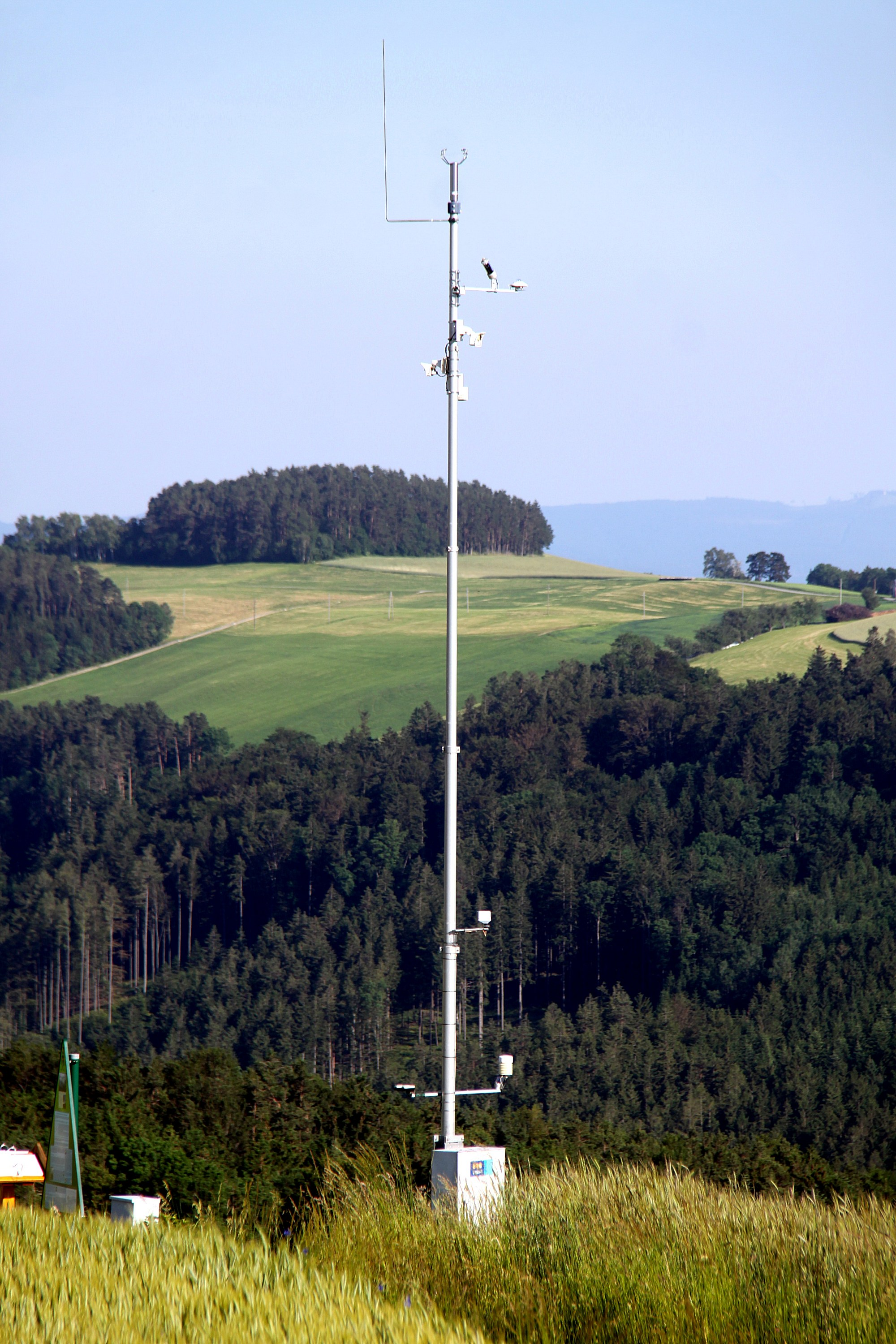
Wetterstation mit Webcams
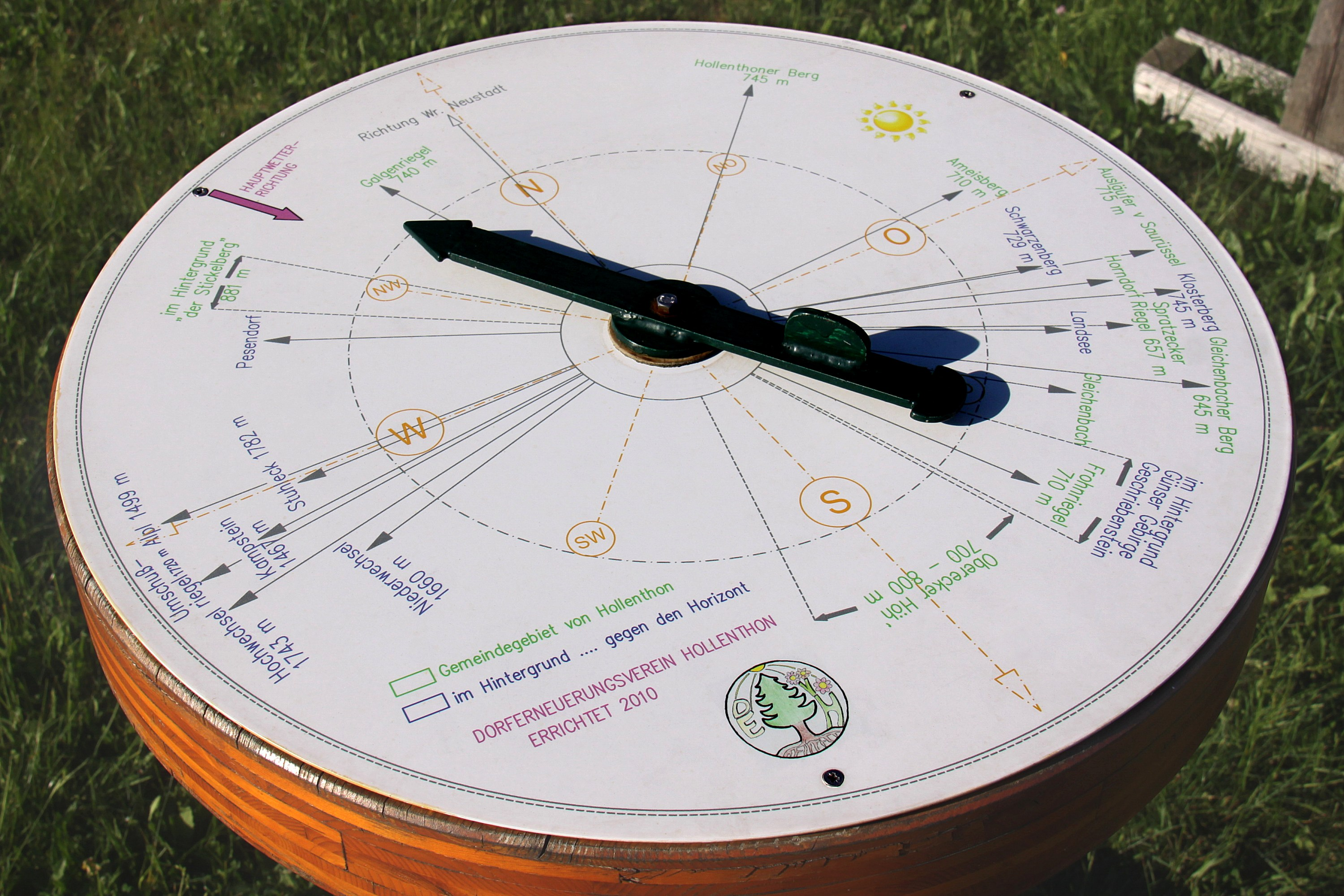
Panoramascheibe mit Erklärung der Umgebung

Der erste österreichische Wetterlehrpfad wurde nach einer Idee des Meteorologen Martin Puchegger vom Hollenthoner Dorferneuerungsverein errichtet und 2008 eröffnet. Der Errichtung gingen intensive Planungen und wissenschaftliche Abhandlung voraus. Im Gegensatz zu Projekten in anderen Ländern ist jener von Hollenthon besonders ausführlich und deshalb einzigartig, weil die meteorologischen Phänomene nicht nur für Erwachsene, sondern zudem kindgerecht dargestellt werden. Der Lehrpfad wird dadurch immer wieder beliebtes Ausflugsziel für Schulklassen, die hier anschaulichen Unterricht erhalten.
Entlang des rund einen Kilometer langen Rundweges, der kostenlos begangen werden kann, befinden sich zehn Thementafeln und eine allgemeine Informationstafel am Beginn. Zudem sind seit 2010 einige Stationen mit Aktionseinrichtungen wie Wasserdampf-Kondensator, Blitzgenerator, Donnerblech, Pustestärkemesser, Regengeräusch-Röhre, Panoramascheibe oder optischer Scheibe ausgestattet, mit denen sich Wetterphänomene nachvollziehen lassen. Da lediglich ein Höhenunterschied von 50 Metern zu bewältigen ist, kann der Lehrpfad leicht begangen werden. Start und Ziel des Lehrpfades ist beim Gemeindeamt. Am höchsten Punkt der Strecke befinden sich drei Wetterkreuze. Diese Stelle bietet auch einen wunderbaren Ausblick auf den Hauptort der Gemeinde. Zum besseren Verständnis der Einrichtungen wird empfohlen, für den Rundweg zwei bis drei Stunden einzuplanen. Gegen Entrichtung einer Spende werden vom Dorferneuerungsverein Führungen durch einen sachkundigen Laien angeboten. Es sind aber auch Führungen durch den Meteorologen des Wetterlehrpfades möglich, die jedoch zu bezahlen sind, da dieser aus Wien anreisen muss.

## Wirtschaft und Infrastruktur
Nichtlandwirtschaftliche Arbeitsstätten gab es im Jahr 2001 22, land- und forstwirtschaftliche Betriebe nach der Erhebung 1999 91. Die Zahl der Erwerbstätigen am Wohnort betrug nach der Volkszählung 2001 473. Die Erwerbsquote lag 2001 bei 46,08 %.

### Bildung

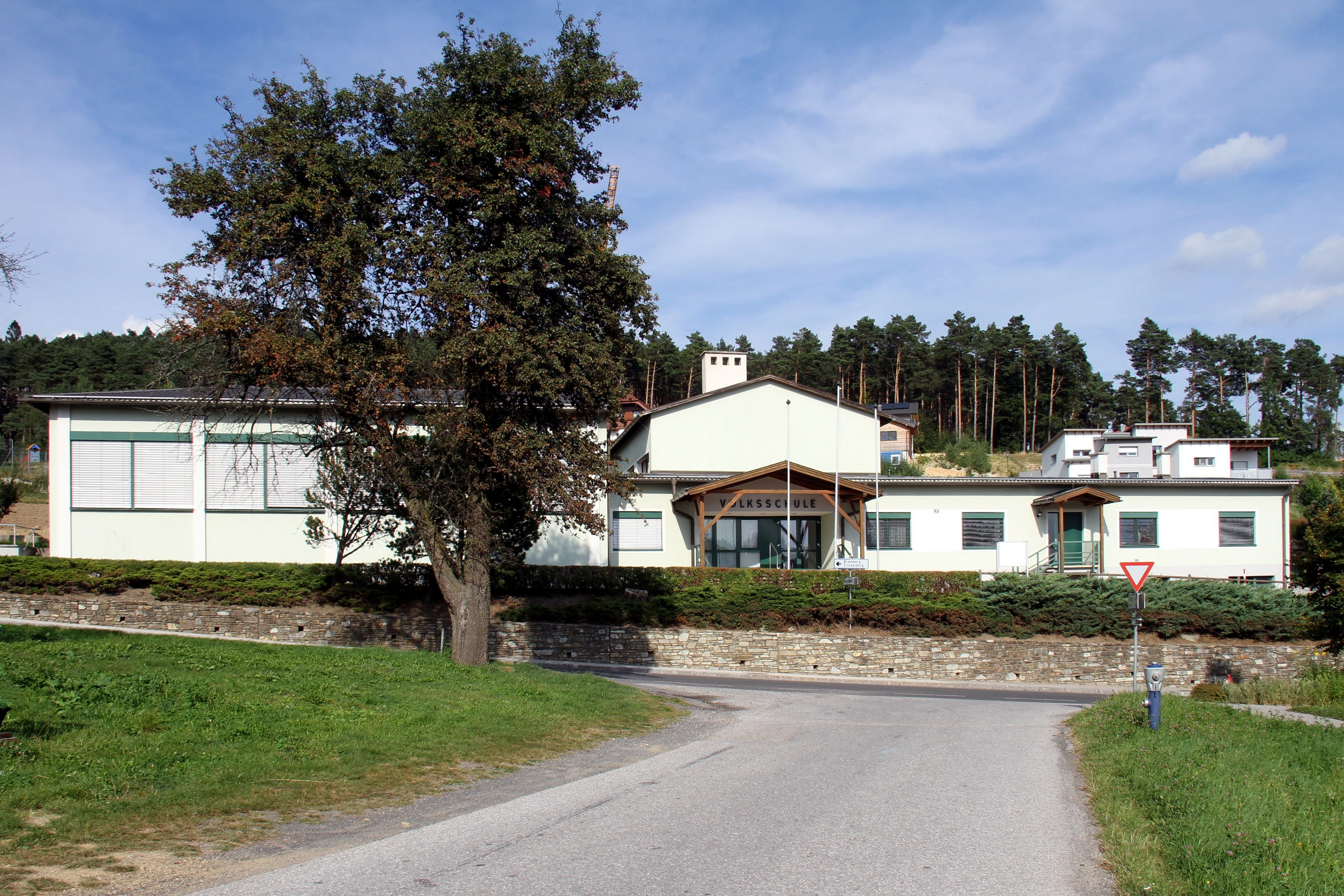
Die Volksschule in Hollenthon.

Für die Vorschulkinder besteht in Gleichenbach ein NÖ-Landeskindergarten. Für diesen wurde das ehemalige Schulgebäude renoviert und adaptiert.
In Hollenthon besteht eine dreiklassige Volksschule. Während die erste und zweite Schulstufe getrennt unterrichtet wird, werden die dritte und vierte Schulstufe gemeinsam unterrichtet.
Nach der vierten Schulstufe können die Schüler die Neue Mittelschule in Lichtenegg oder das Gymnasium in Wiener Neustadt besuchen.

## Politik

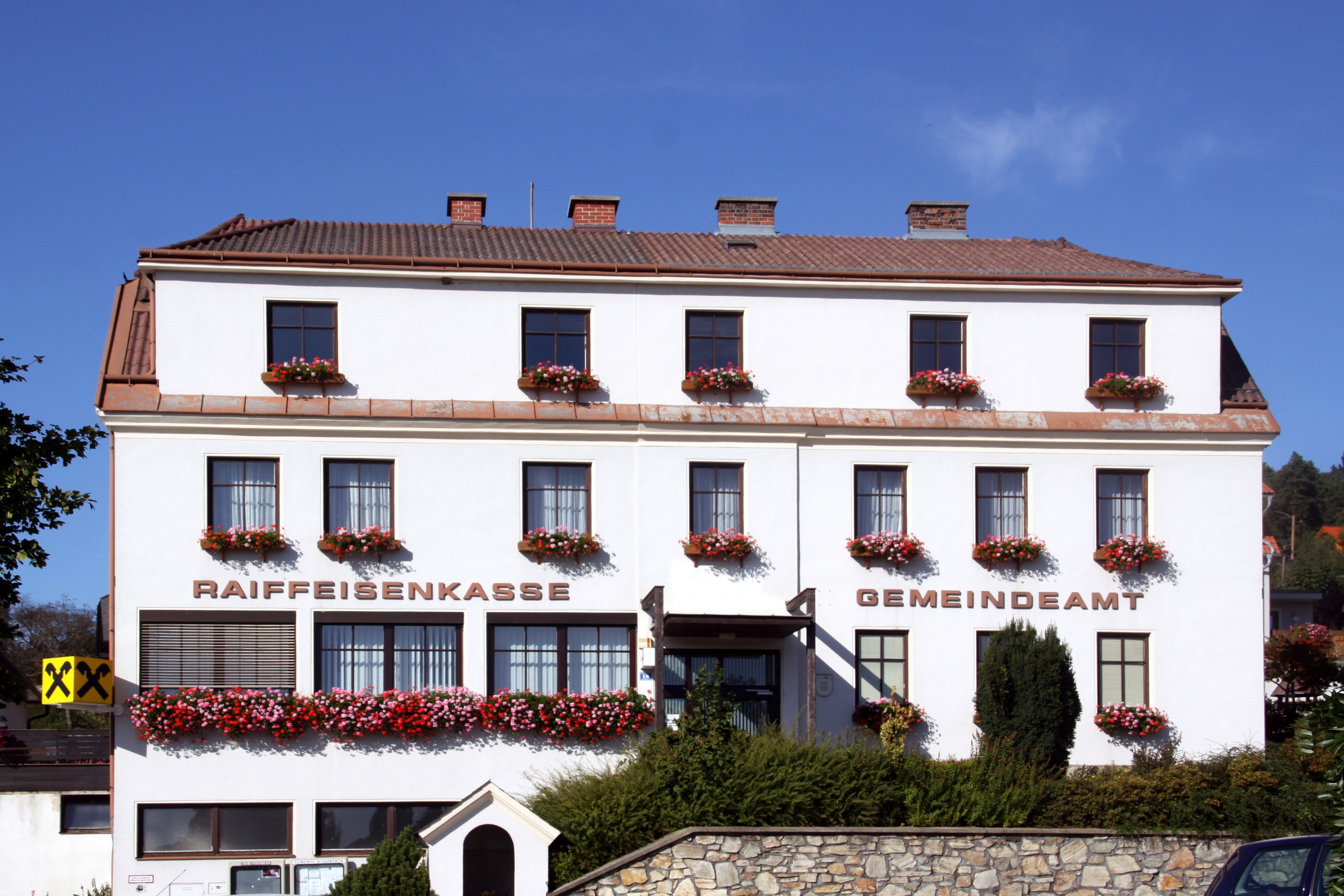
Ehemaliges Gemeindeamt Hollenthon

### Gemeinderat
Im Gemeinderat gibt es nach der Gemeinderatswahl vom 26. Jänner 2025 bei insgesamt 19 Sitzen folgende Mandatsverteilung:
- ÖVP 13 Mandate
- FPÖ 4 Mandate
- SPÖ 2 Mandate

Gemeinderatswahlen seit 1990
St. = Stimmen, M. = Mandate
| Partei          | GRW 2015 | GRW 2015 | GRW 2015 | GRW 2010         | GRW 2010         | GRW 2010         | GRW 2005         | GRW 2005         | GRW 2005         | GRW 2000 | GRW 2000 | GRW 2000 | GRW 1995 | GRW 1995 | GRW 1995 | GRW 1990         | GRW 1990         | GRW 1990         |
| Partei          | St.      | %        | M.       | St.              | %                | M.               | St.              | %                | M.               | St.      | %        | M.       | St.      | %        | M.       | St.              | %                | M.               |
| --------------- | -------- | -------- | -------- | ---------------- | ---------------- | ---------------- | ---------------- | ---------------- | ---------------- | -------- | -------- | -------- | -------- | -------- | -------- | ---------------- | ---------------- | ---------------- |
| ÖVP             | 599      | 75,73    | 15       | 588              | 75,68            | 15               | 485              | 68,70            | 13               | 468      | 65,09    | 10       | 396      | 57,47    | 09       | 470              | 70,57            | 11               |
| SPÖ             | 149      | 18,84    | 03       | 189              | 24,32            | 04               | 221              | 31,30            | 06               | 200      | 27,82    | 04       | 191      | 27,72    | 04       | 196              | 29,43            | 04               |
| FPÖ             | 043      | 05,44    | 01       | nicht kandidiert | nicht kandidiert | nicht kandidiert | nicht kandidiert | nicht kandidiert | nicht kandidiert | 051      | 07,09    | 01       | 102      | 14,80    | 02       | nicht kandidiert | nicht kandidiert | nicht kandidiert |
| Wahlberechtigte | 1007     | 1007     | 1007     | 985              | 985              | 985              | 944              | 944              | 944              | 928      | 928      | 928      | 895      | 895      | 895      | 875              | 875              | 875              |
| Wahlbeteiligung | 79,84 %  | 79,84 %  | 79,84 %  | 80,71 %          | 80,71 %          | 80,71 %          | 75,95 %          | 75,95 %          | 75,95 %          | 77,80 %  | 77,80 %  | 77,80 %  | 78,10 %  | 78,10 %  | 78,10 %  | 80,11 %          | 80,11 %          | 80,11 %          |

### Bürgermeister

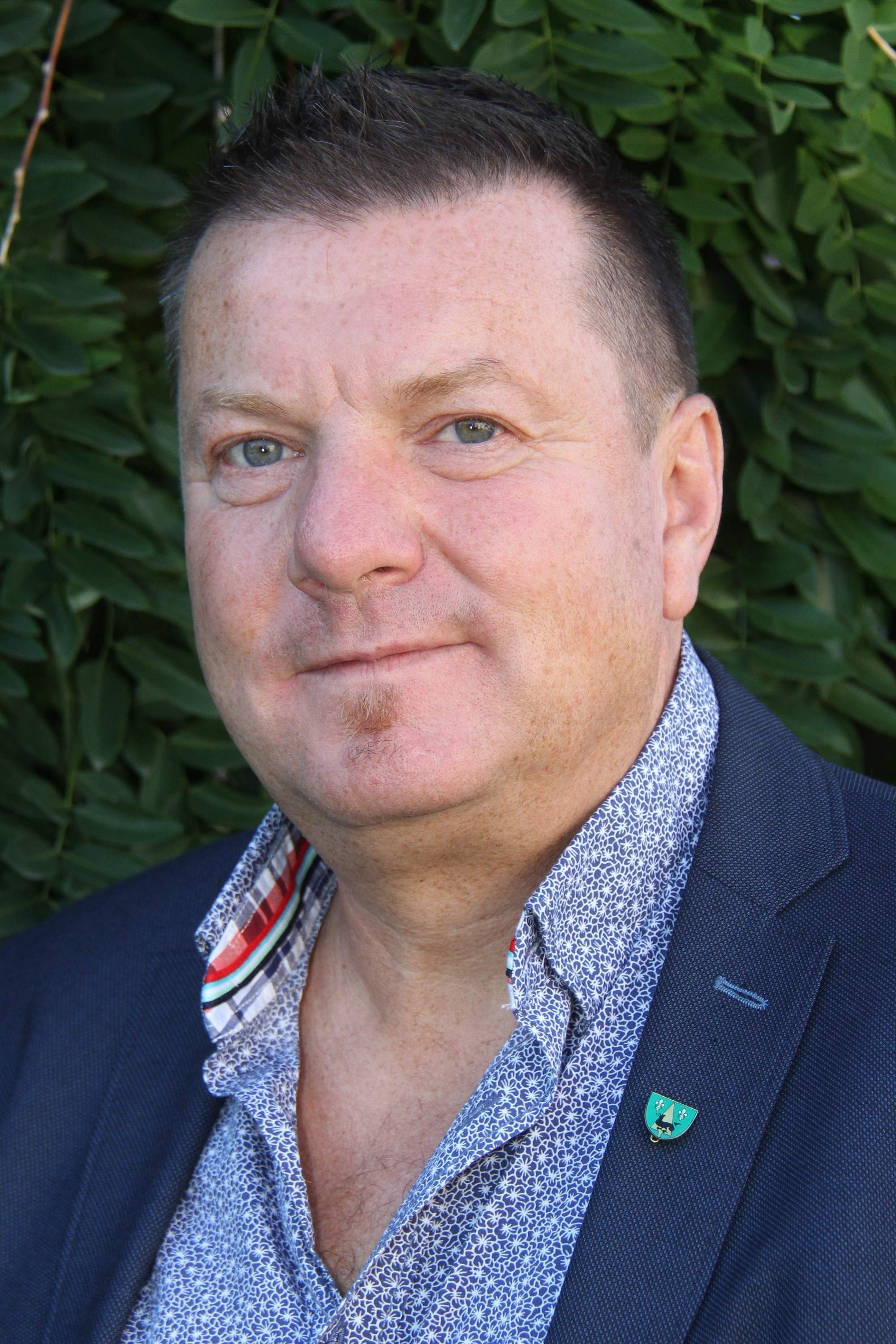
Bürgermeister Manfred Grundtner

Bürgermeister seit 1945 waren:
| von       | bis  | Bürgermeister               |
| --------- | ---- | --------------------------- |
| 1945      | 1955 | Johann Dörfler (†)          |
| 1955      | 1961 | Johann Gradwohl (†)         |
| 1961      | 1965 | Johann Koglbauer (†)        |
| 1965      | 1972 | Heinrich Spenger (†)        |
| 1972      | 1983 | Josef Seidl (†)             |
| 1983      | 2000 | Manfred Kunisch (†)         |
| 2000      | 2014 | Josef Birnbauer (1948–2018) |
| seit 2014 |      | Manfred Grundtner           |

### Wappen
|  | Das Gemeindewappen wurde von der niederösterreichischen Landesregierung unter Landeshauptmann Siegfried Ludwig in ihrer Sitzung vom 3. März 1992 verliehen. Blasonierung: „Ein grüner Schild, gespalten durch eine aus dem Schildfuß wachsende stilisierte goldene Tanne, davor ein rechtsgewendeterschwarzer Basilisk mit emporgeringeltem Stachelschwanz, rechts und links oben je eine silberne heraldische Lilie.“ Die aus diesem Gemeindewappen abzuleitenden Farben der Gemeindefahne sind „grün-gelb“. Die Tanne soll auf den Ortsnamen Hollenthon („bei der hohlen Tanne“), das Grün des Schildes auf den Waldreichtum in diesem Gebiet hinweisen. Der Wurm (Basilisk) wurde vom Wappen des Freiherrn und späteren Grafen Wurmbrand ab, die 1607 die Burgruine Stickelberg erworben und mit ihrer Herrschaft Steyersberg vereinigt hatte, und die noch heute im Besitz der Familie ist. Die beiden heraldischen Lilien stehen als Symbol für die Pfarrkirche Mariä Himmelfahrt, die der Maria Königin geweiht ist. |

## Persönlichkeiten

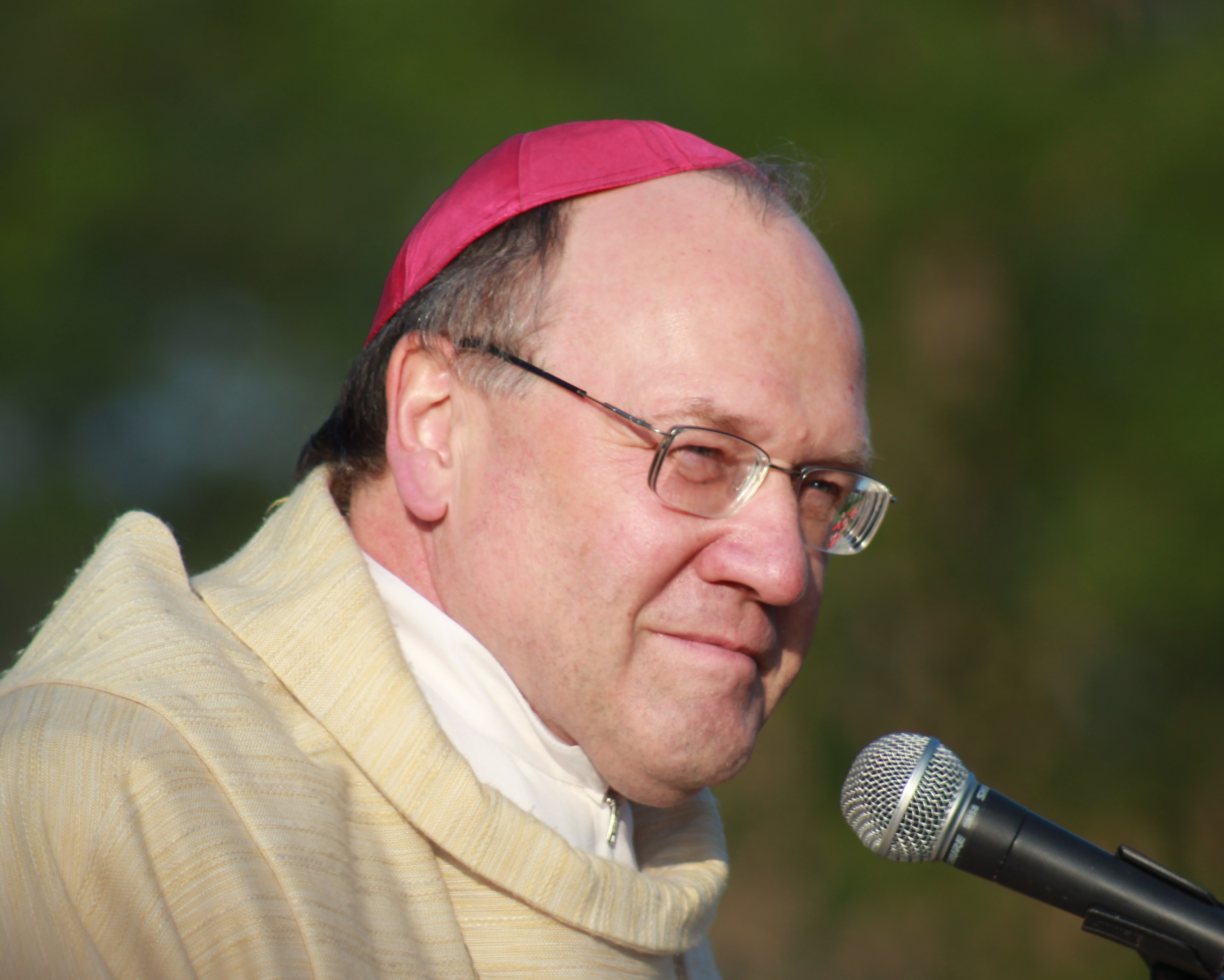
Der Hollenthoner Alois Schwarz ist Bischof der Diözese St. Pölten

### Ehrenbürger
Quelle
- Anton Spenger, Altbürgermeister (1951)
- Philipp Koglbauer, Alt-Vizebürgermeister (1951)
- Josef Dienbauer, Abgeordneter zum niederösterreichischen Landtag, für Verdienste bei der Elektrifizierung von Hollenthon (1951)
- Max Jung, Dozent, für Verdienste um die Finanzierung der Ortswasserleitung Hollenthon (1955)
- Guido Chwistek, für Verdienste um die Finanzierung der Ortswasserleitung Hollenthon (1955)
- Johann Dörfler, Altbürgermeister (1958)
- Andreas Maurer, Landeshauptmann, für Verdienste um den Straßenbau (1977)
- Josef Seidl, Altbürgermeister (1983)
- Kardinal Alfons Maria Stickler (1986)
- Manfred Kunisch, Altbürgermeister (2008)
- Josef Birnbauer, Altbürgermeister (2014)
- Hannah Grundner, Künstlerin (2023)
- Eva Händler, Philosophin (2024)

### Ehrenringträger
Quelle
- Walter Komberg, für jahrzehntelange Sachverständigentätigkeit bei Baukommissionen (1980)

### Söhne und Töchter der Gemeinde
- Alois Schwarz (* 1952), Bischof von St. Pölten

## Sonstiges
Eine Wiener Symphonic-Death-Metal-Band wurde nach der Gemeinde Hollenthon benannt, siehe Hollenthon (Band).
Durch Hollenthon verläuft der Zentralalpenweg 02A, ein österreichischer Weitwanderweg.